# Národní galerie v Praze

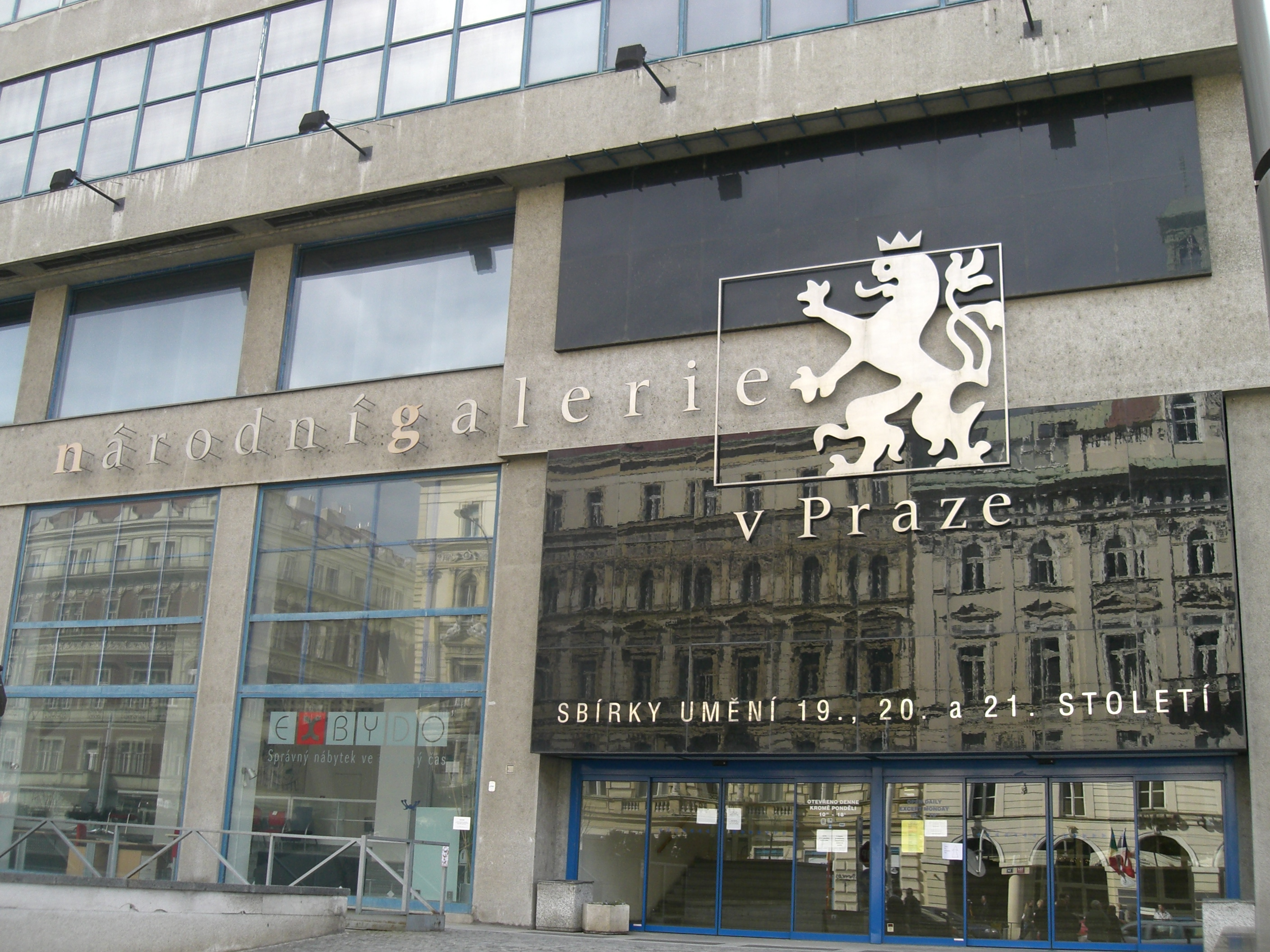
Nationale Galerie: Veletržní Paleis

De Nationale Galerie Praag (Národní galerie v Praze) is een Tsjechisch nationaal museum voor schilderkunst en beeldhouwkunst, gevestigd op diverse locaties in Praag.

## Geschiedenis
Op 5 februari 1796 richtte de Vereniging voor Vrienden van de Kunst (Společnost vlasteneckých přátel umění) een museum op, de Obrazárna Společnosti vlasteneckých přátel umění. Dit was de voorloper van de huidige Nationale Galerie.
In 1902 werd in de Galerie de Koninklijke Boheemse verzameling (Moderní galerie Království českého) van keizer Franz Joseph I aan de museumcollectie toegevoegd. Vanaf 1919 werden onder leiding van Vincenc Kramař verdere aankopen gedaan.

## Locaties/permanente collecties
De permanente collectie van het museum bevindt zich aan de navolgende locaties:
- Klášter sv. Anežky České (Sint-Annaklooster):
  - werken uit de middeleeuwen uit Bohemen en Centraal-Europa
- Klášter sv. Jiří (Sint-Jorisbasiliek en -klooster):
  - werken uit de negentiende eeuw uit Bohemen
- Šternberský Palác (Paleis Sternberg):
  - antieke kunst
  - werken uit de zestiende tot de achttiende eeuw uit Frankrijk, Italië, Spanje, alsmede Hollandse en Vlaamse meesters
- Schwarzenberský Palác (Paleis Schwarzenberg):
  - werken uit de barokperiode
- Palác Kinských (Paleis Goltz-Kinsky):
  - grafiek en tekeningen
- Veletržní Palác (Paleis Veletržní):
  - moderne en hedendaagse schilder- en beeldhouwkunst
- Dům U Černé Matky Boží (Huis van de Zwarte Madonna):
  - Muzeum Českého Kubismu (Museum Tsjechisch Kubisme in samenwerking met het Museum voor toegepaste kunst (Praag))
- Zámek Zbraslav (Kasteel Zbraslav) in Praag-Zbraslav:
  - Aziatische kunst

Voor wisseltentoonstellingen wordt de Valdštejnská jízdárna (Rijschool Waldstein) gebruikt.

## Fotogalerij museumlocaties

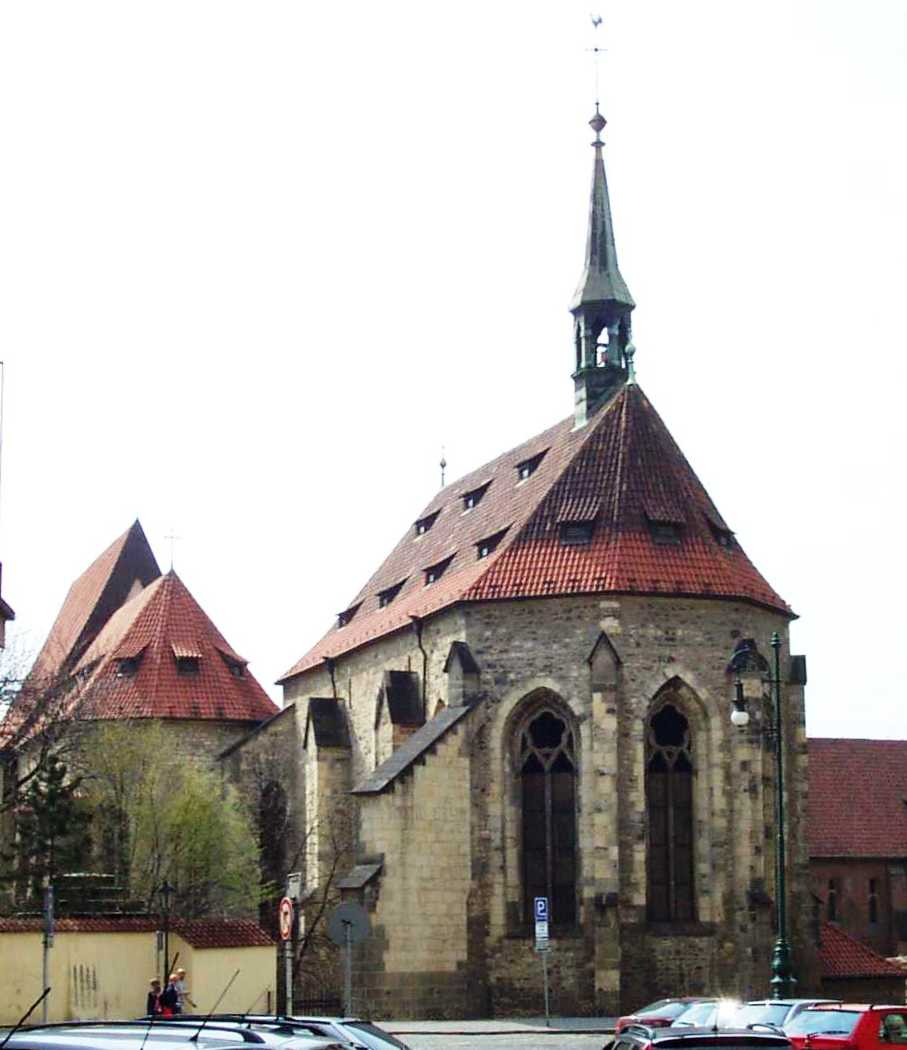
Sint-Annaklooster
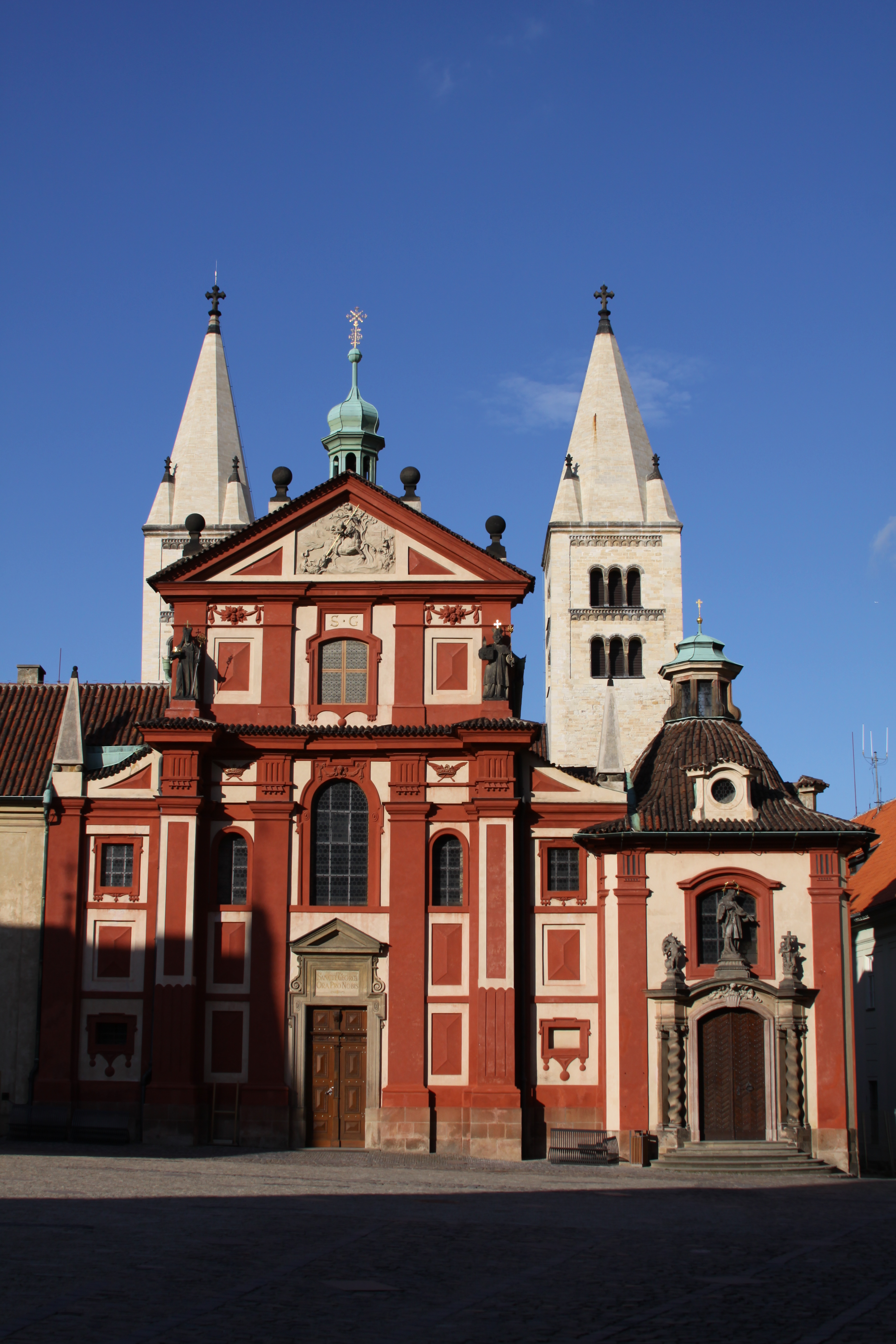
Sint-Jorisbasiliek en - klooster
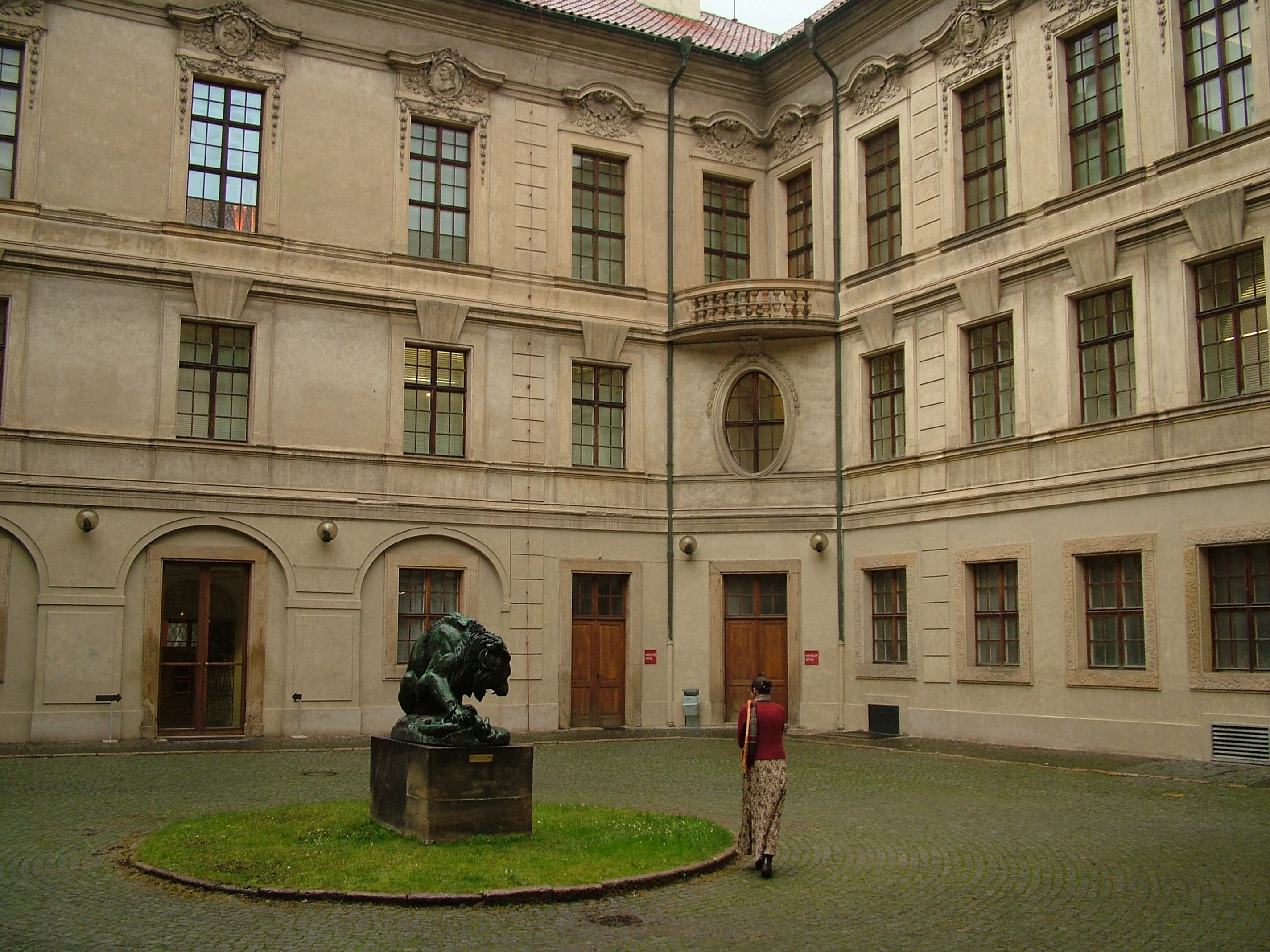
Paleis Sternberg
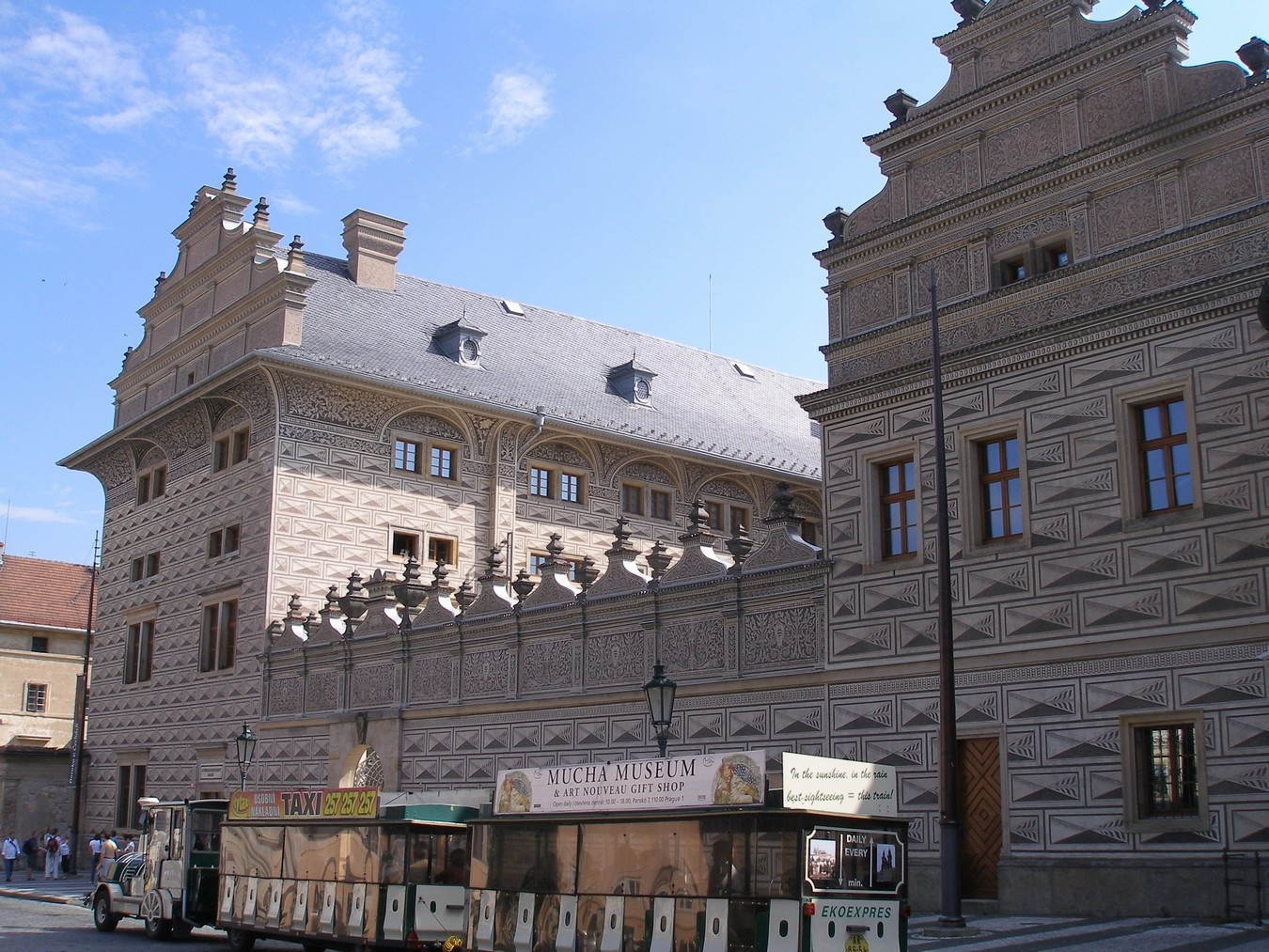
Paleis Schwarzenberg
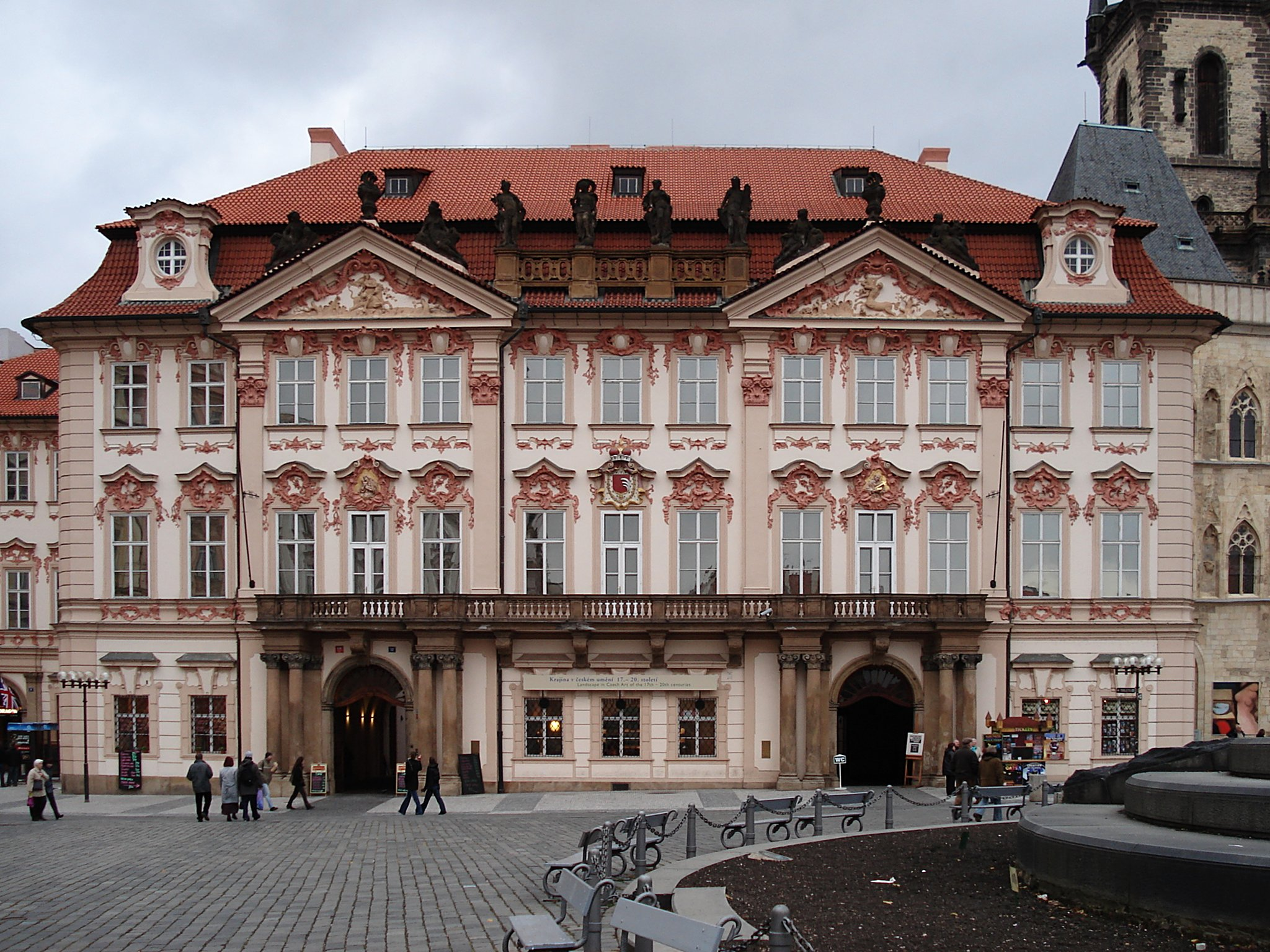
Paleis Goltz-Kinsky
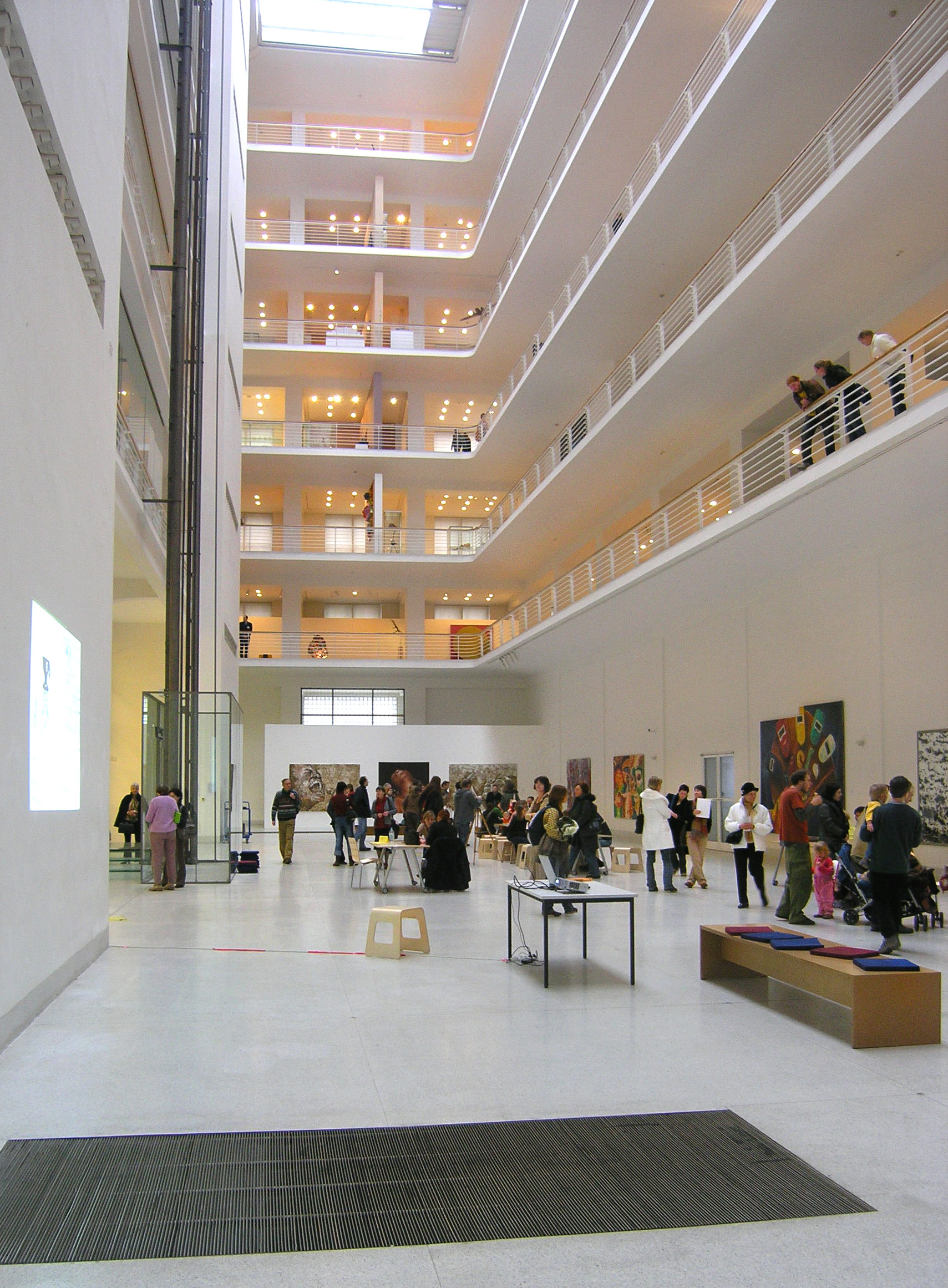
Paleis Veletržní
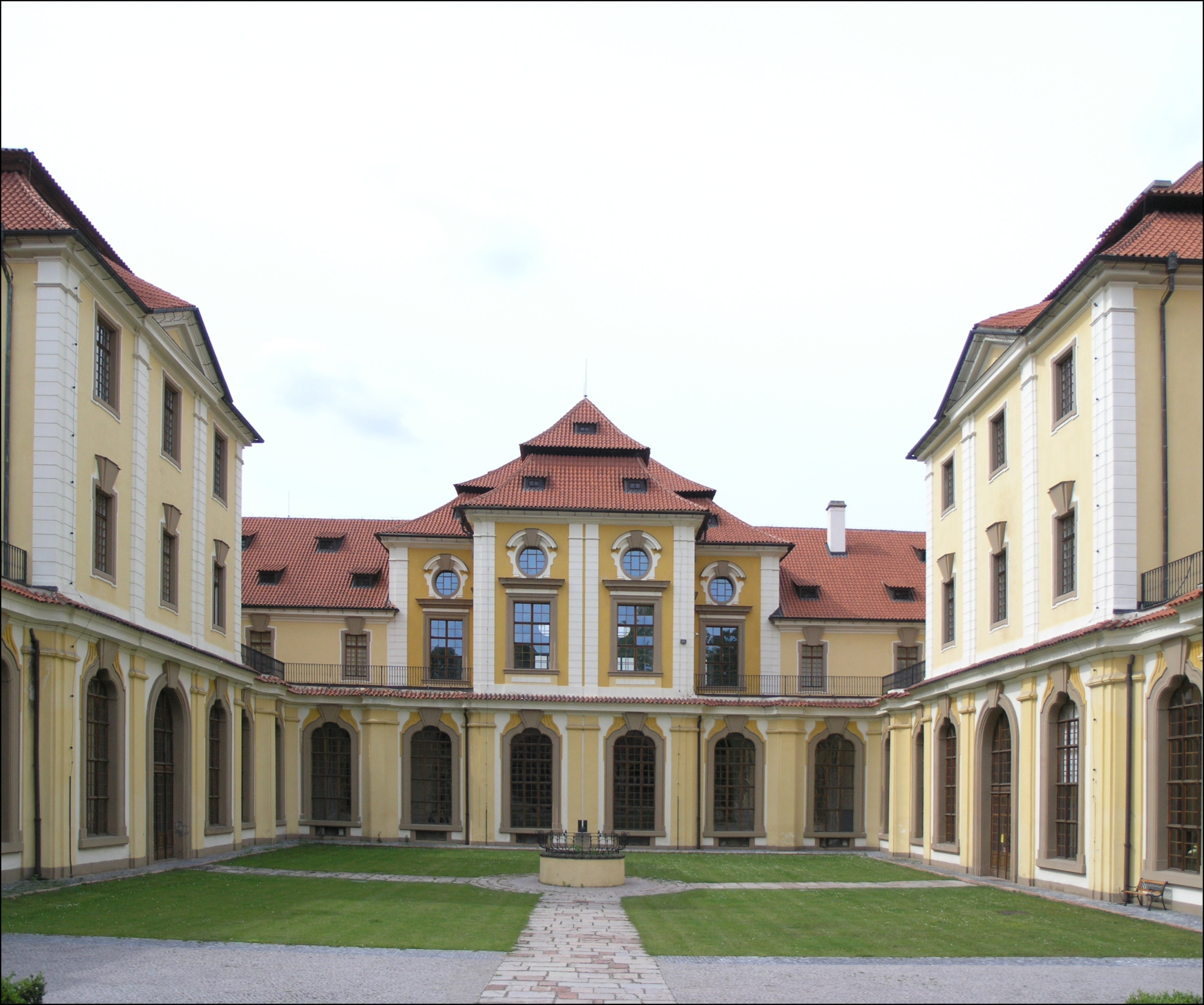
Kasteel Zbraslav
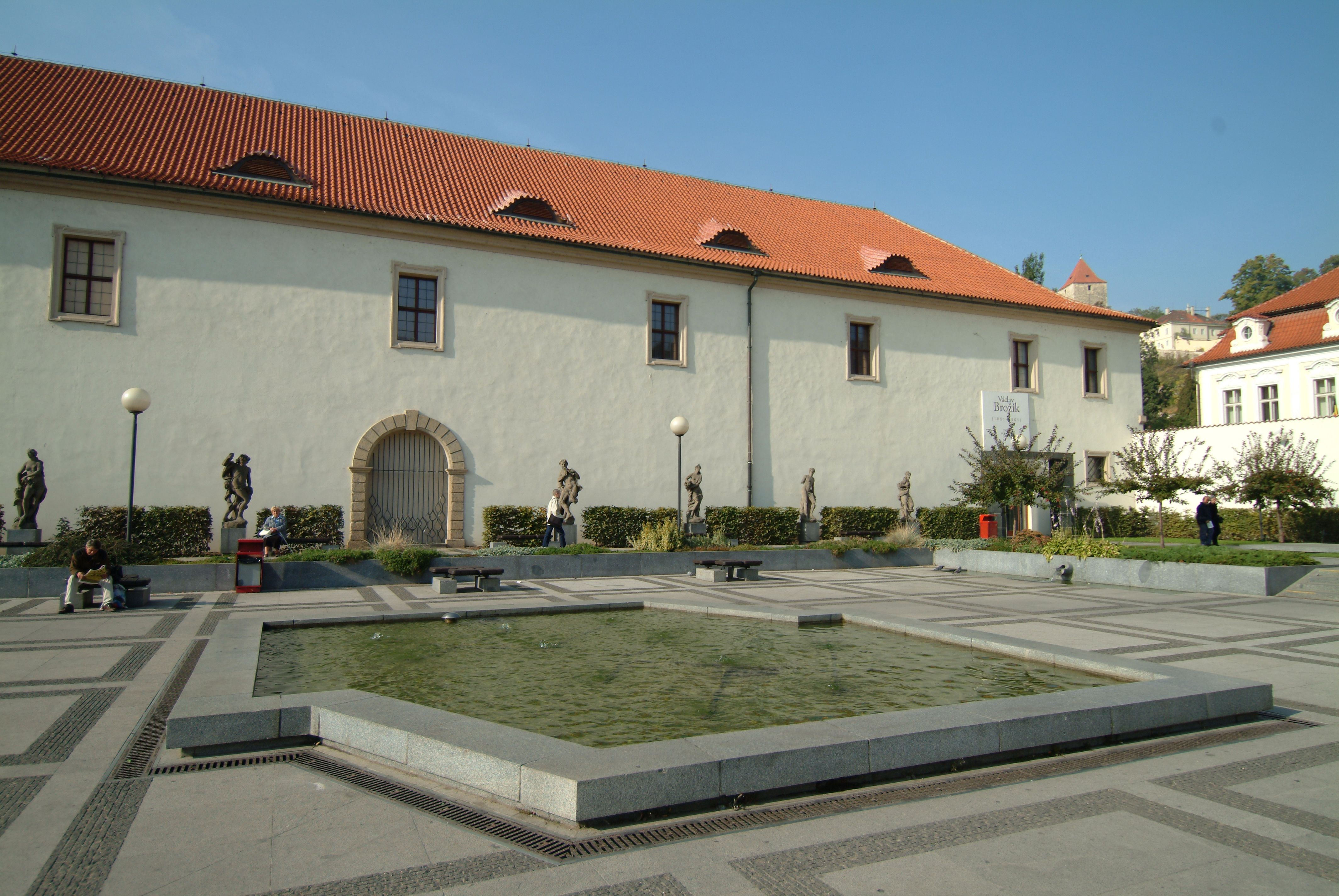
Rijschool Waldstein

## Fotogalerij collectie

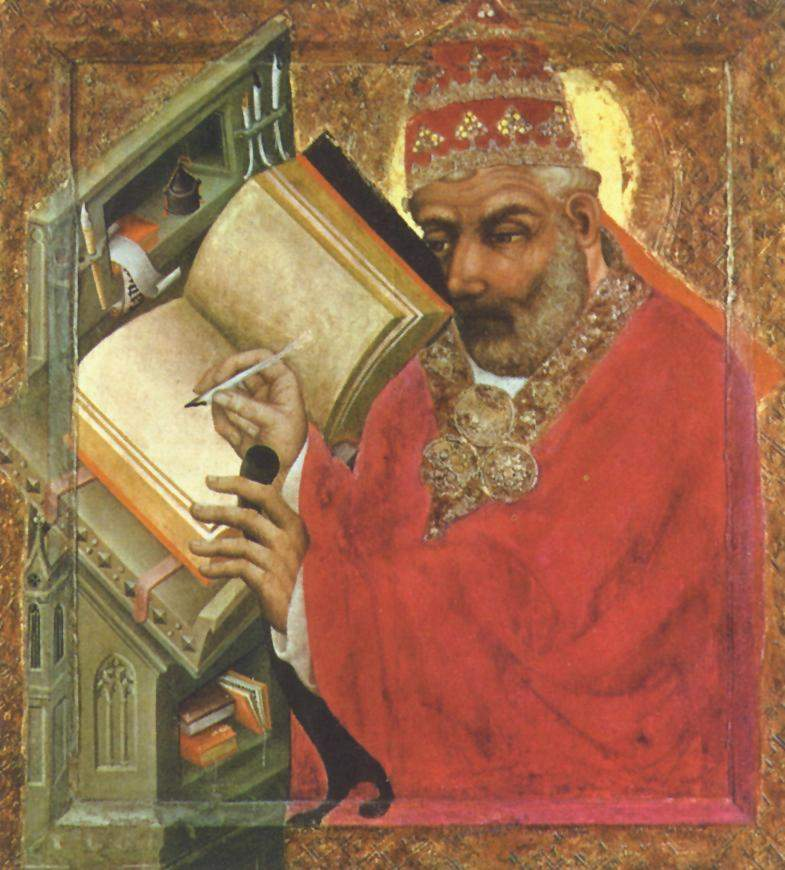
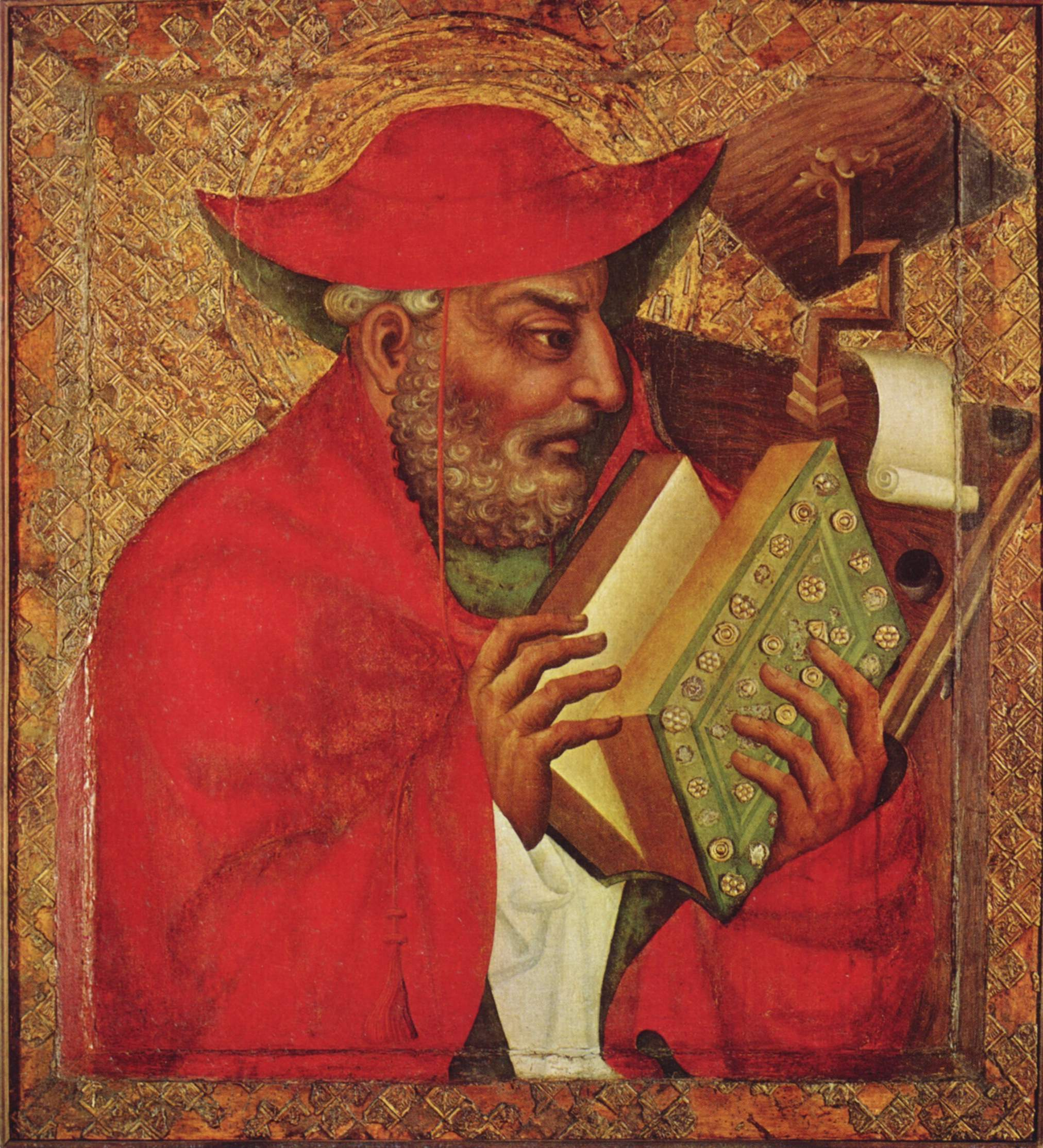
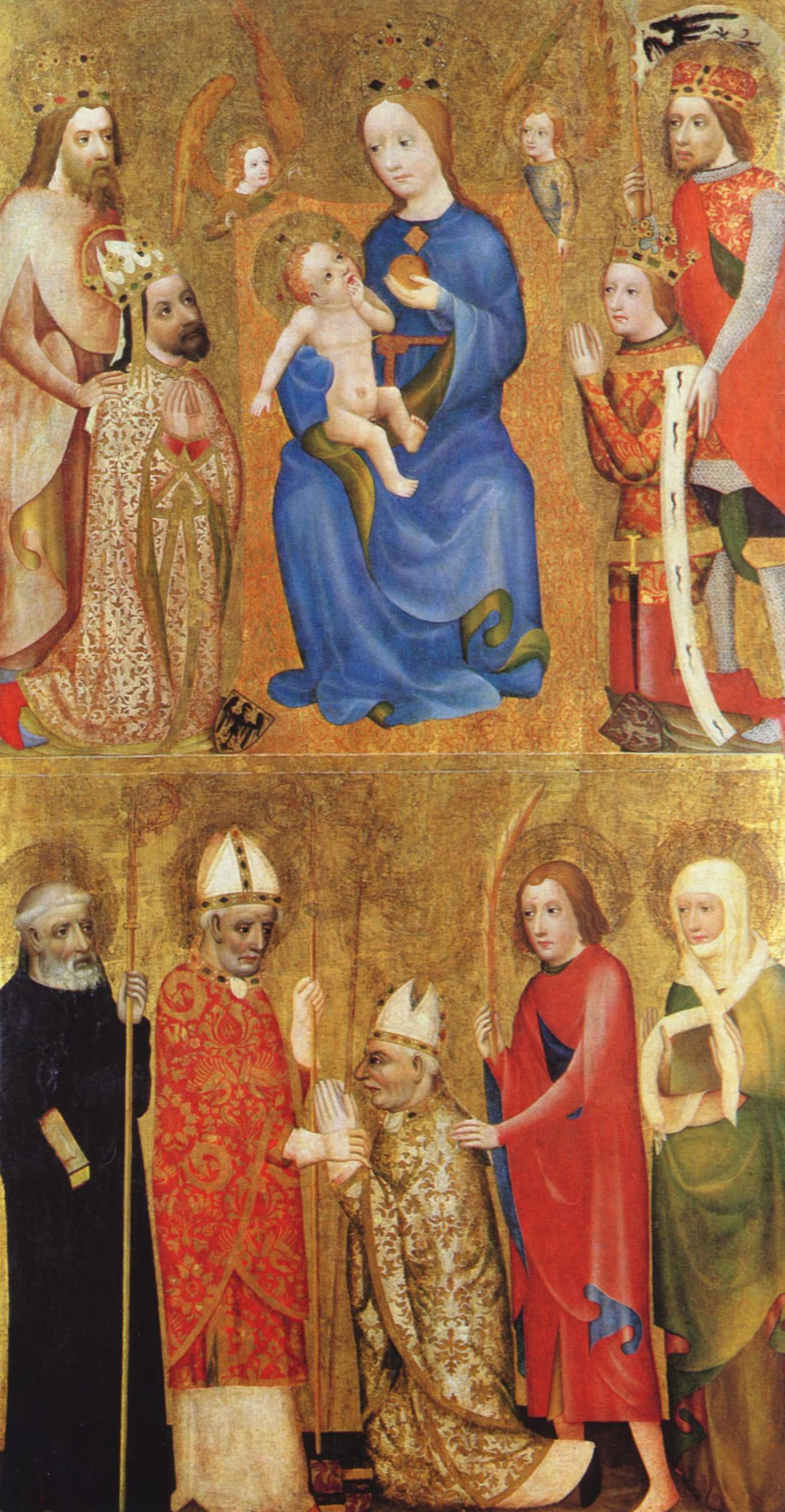
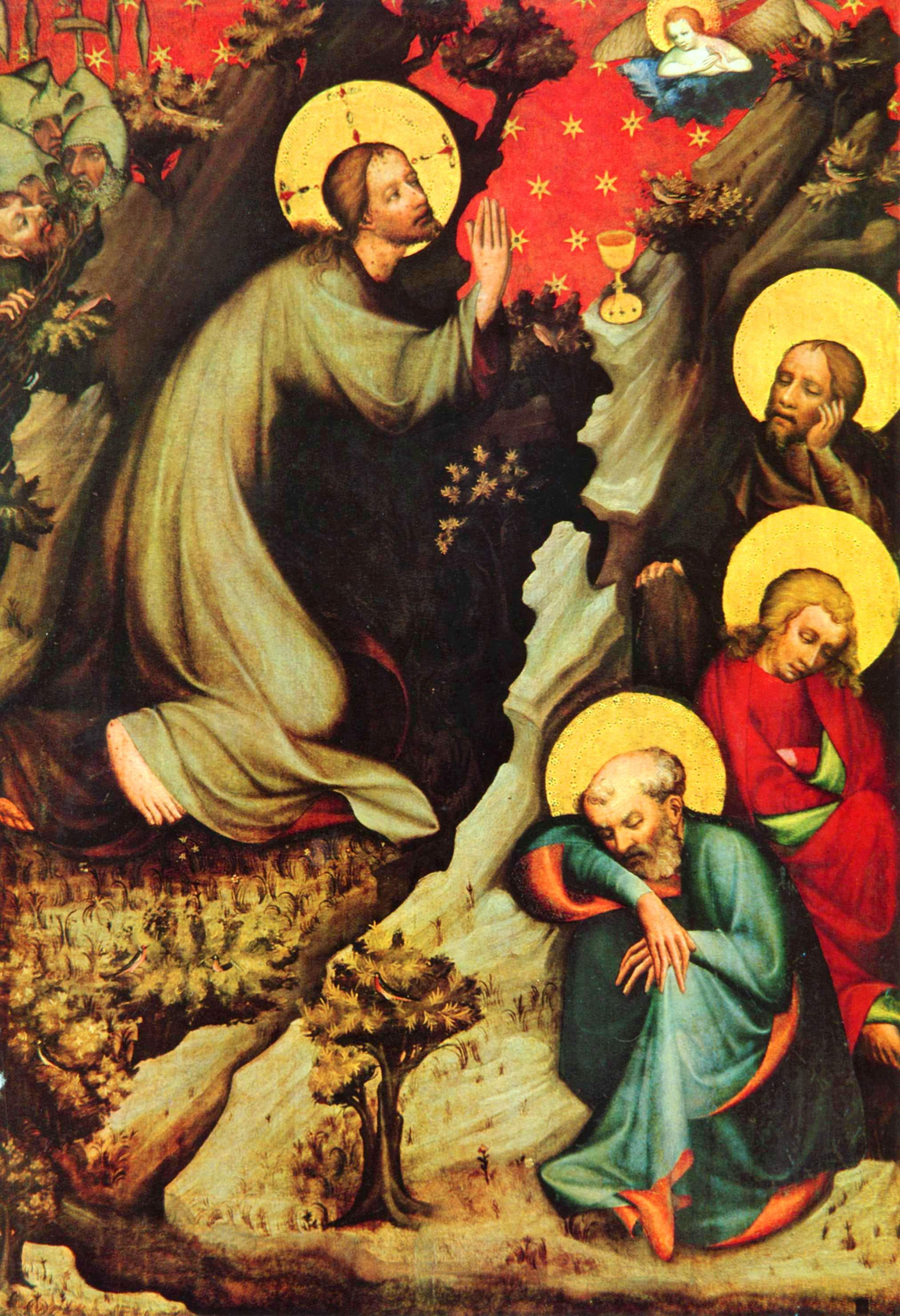
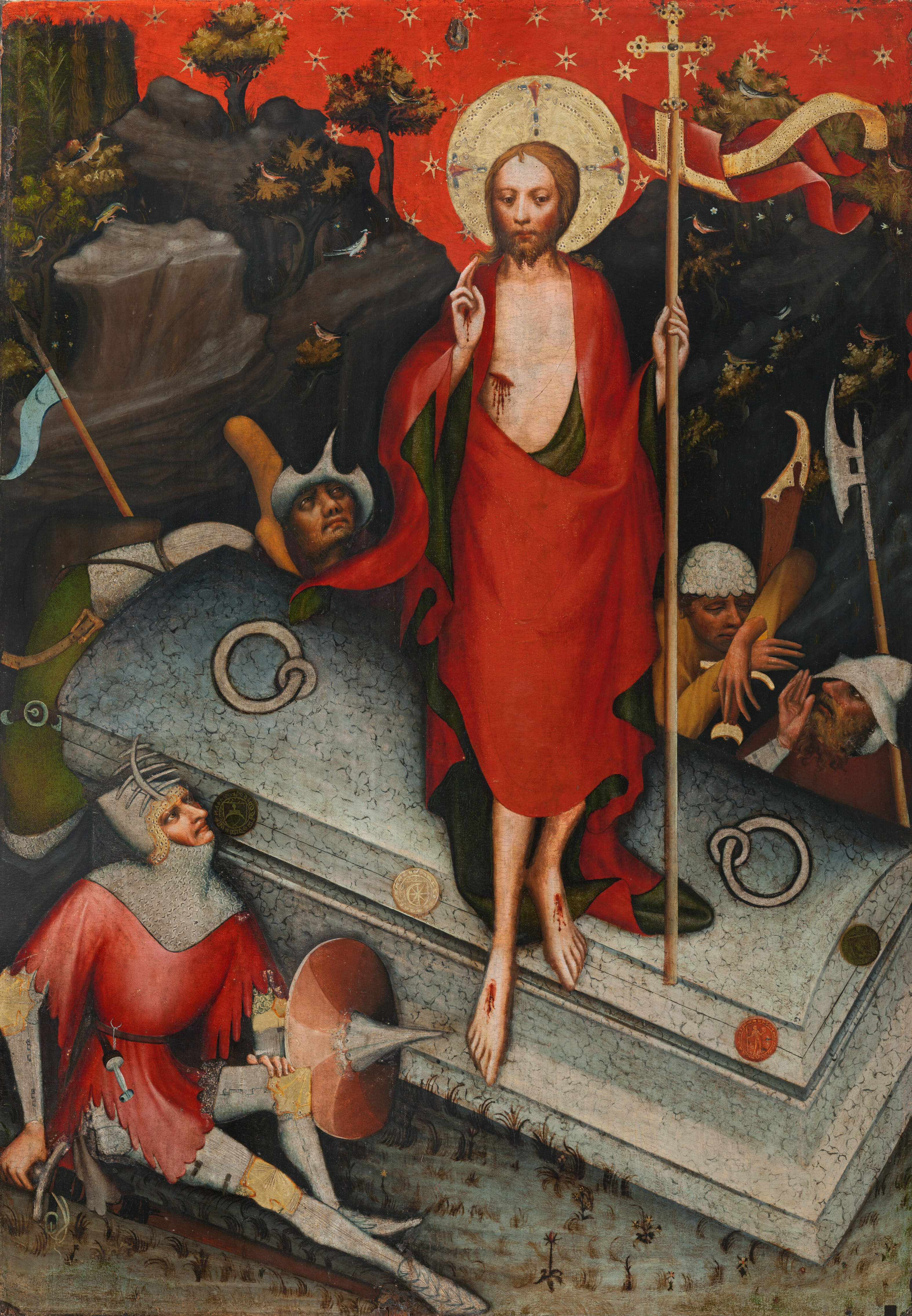
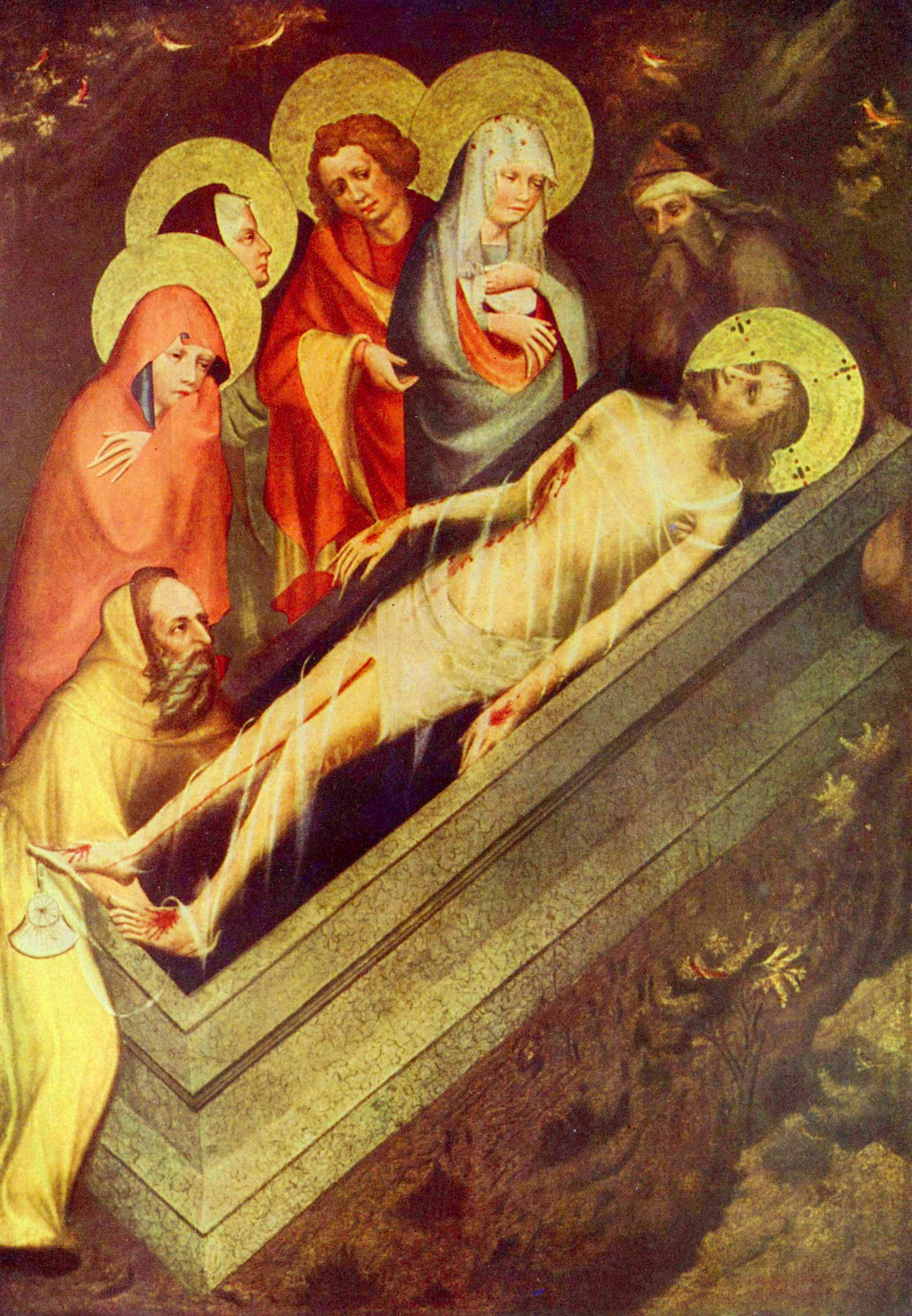
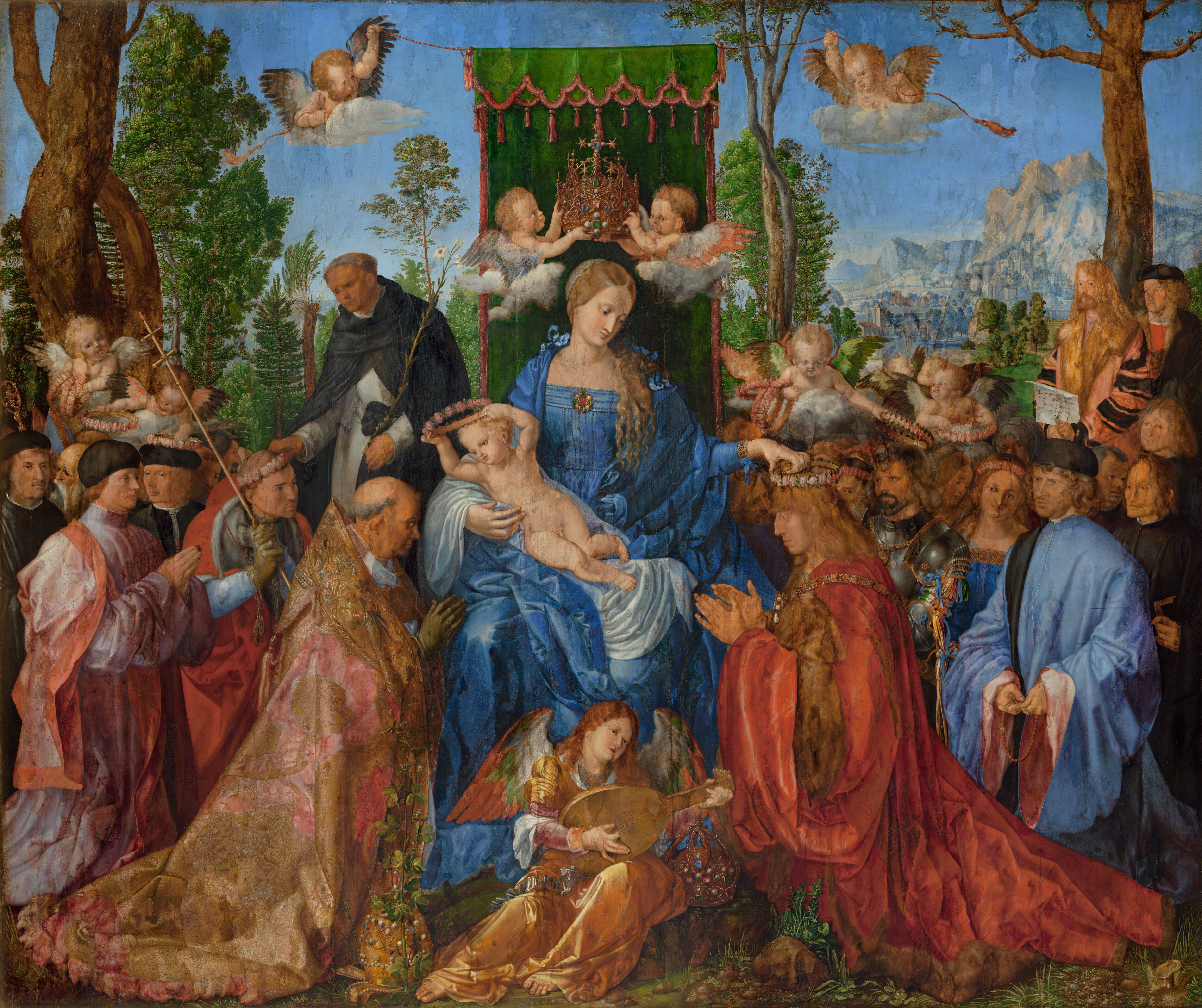
Rozenkransfeest, Albrecht Dürer
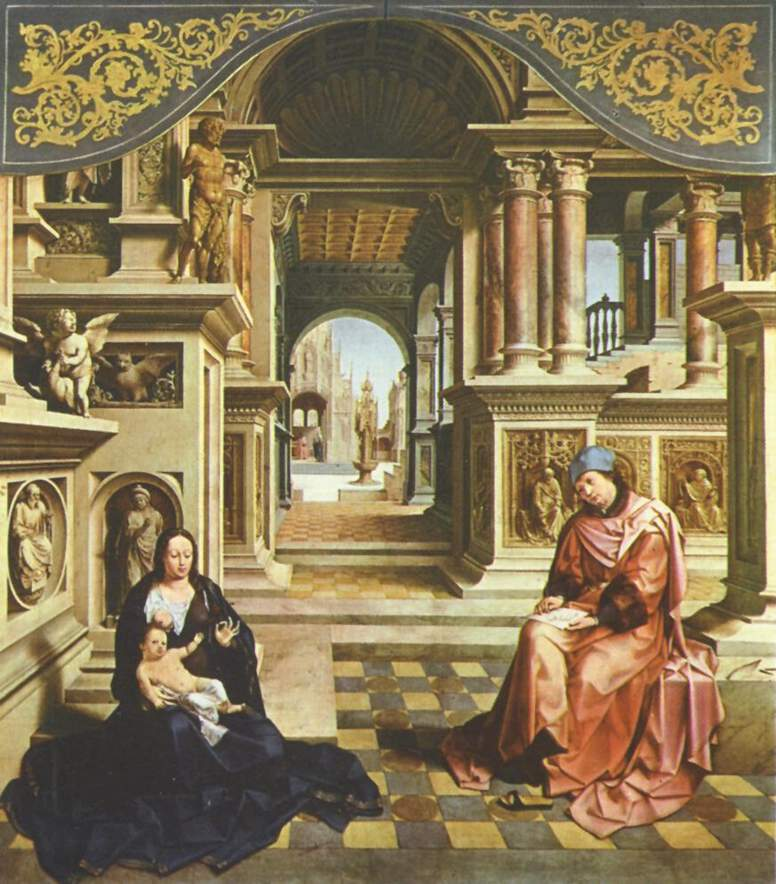
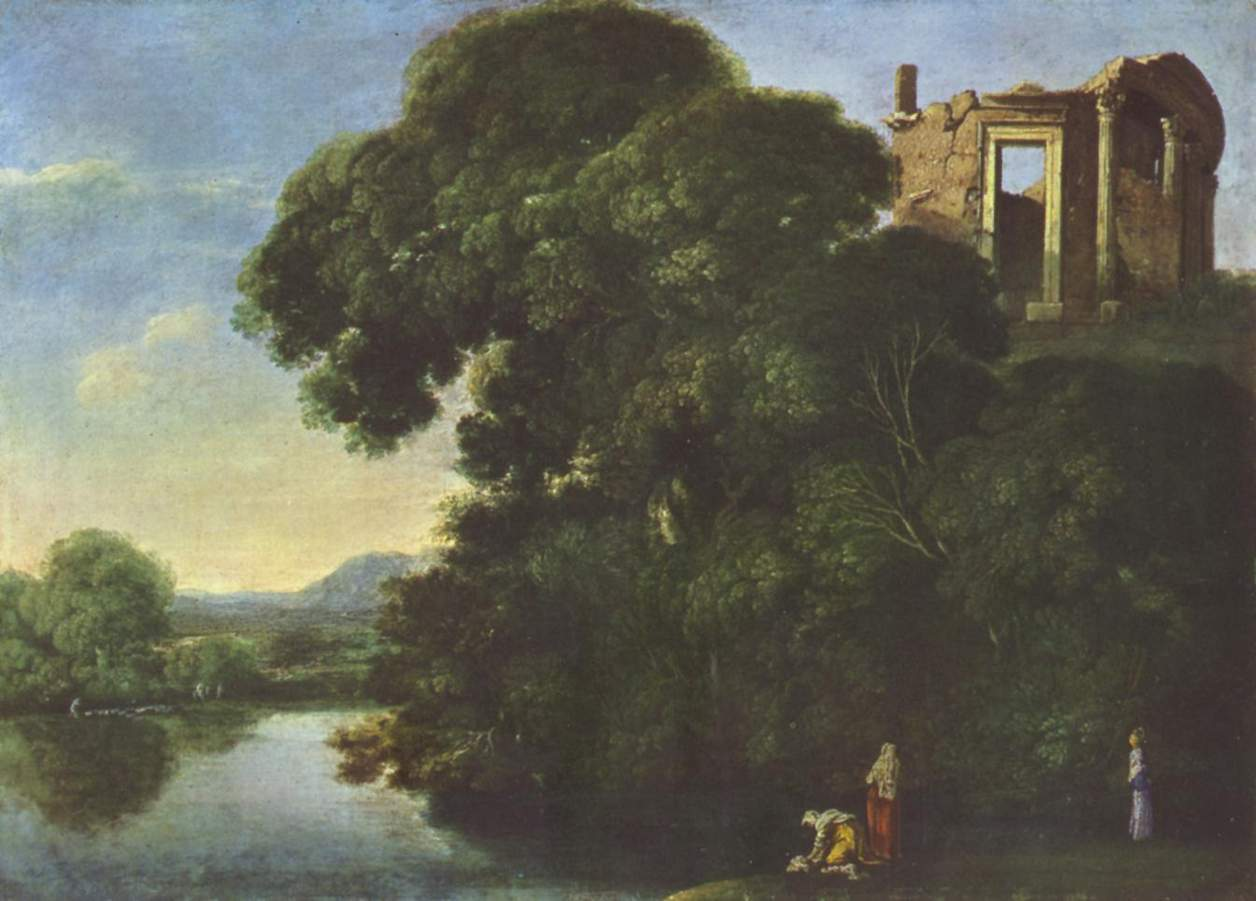
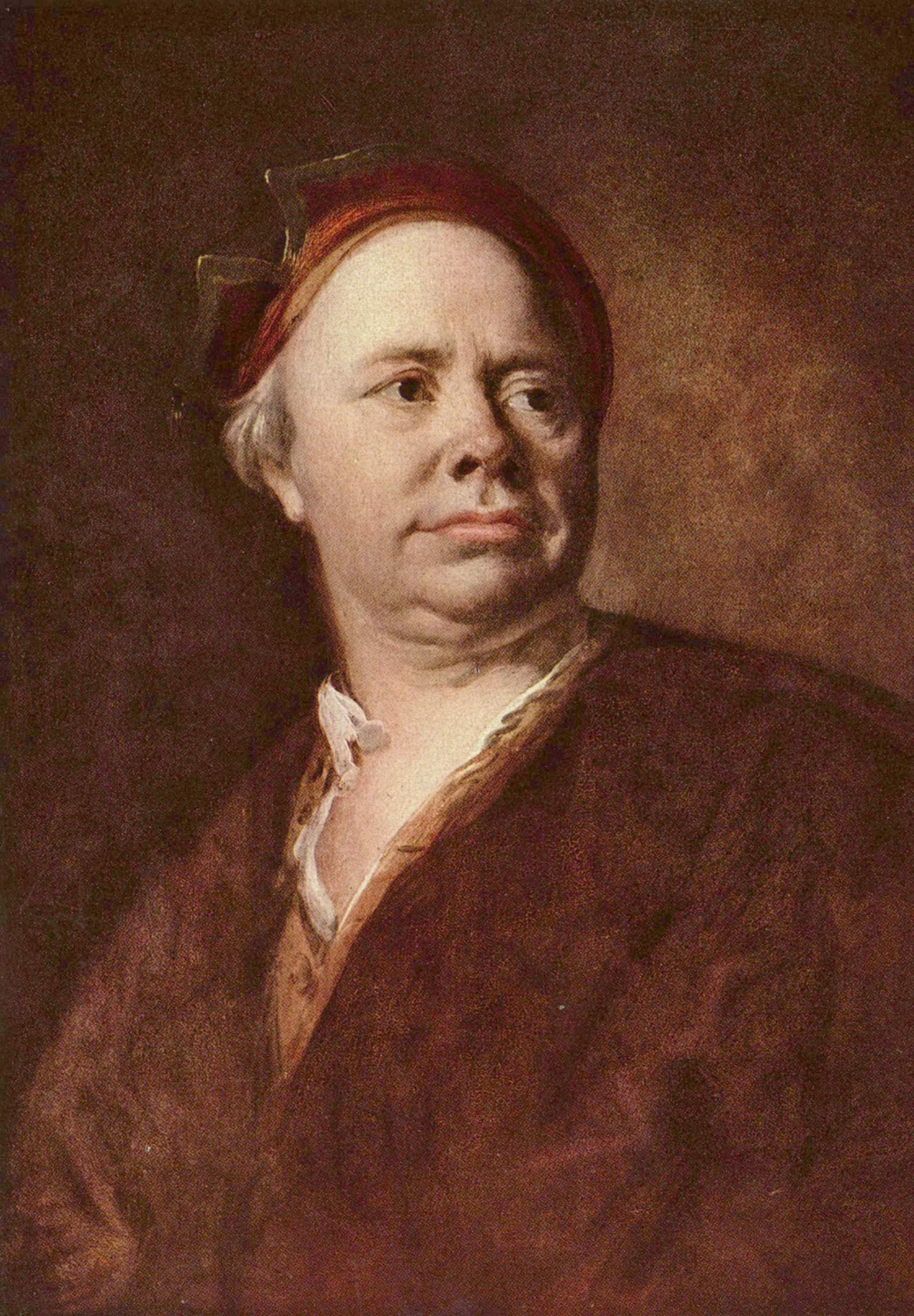
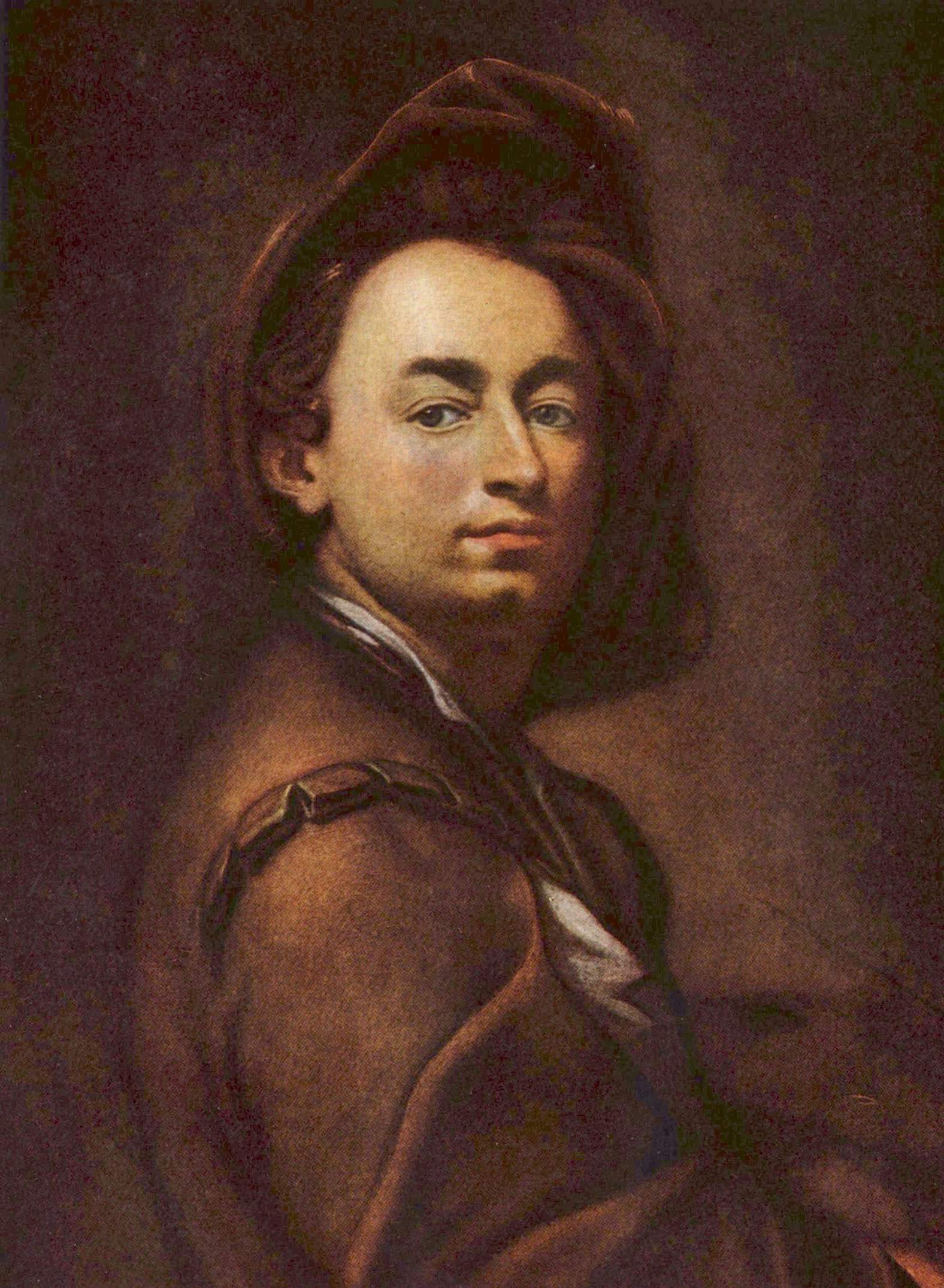
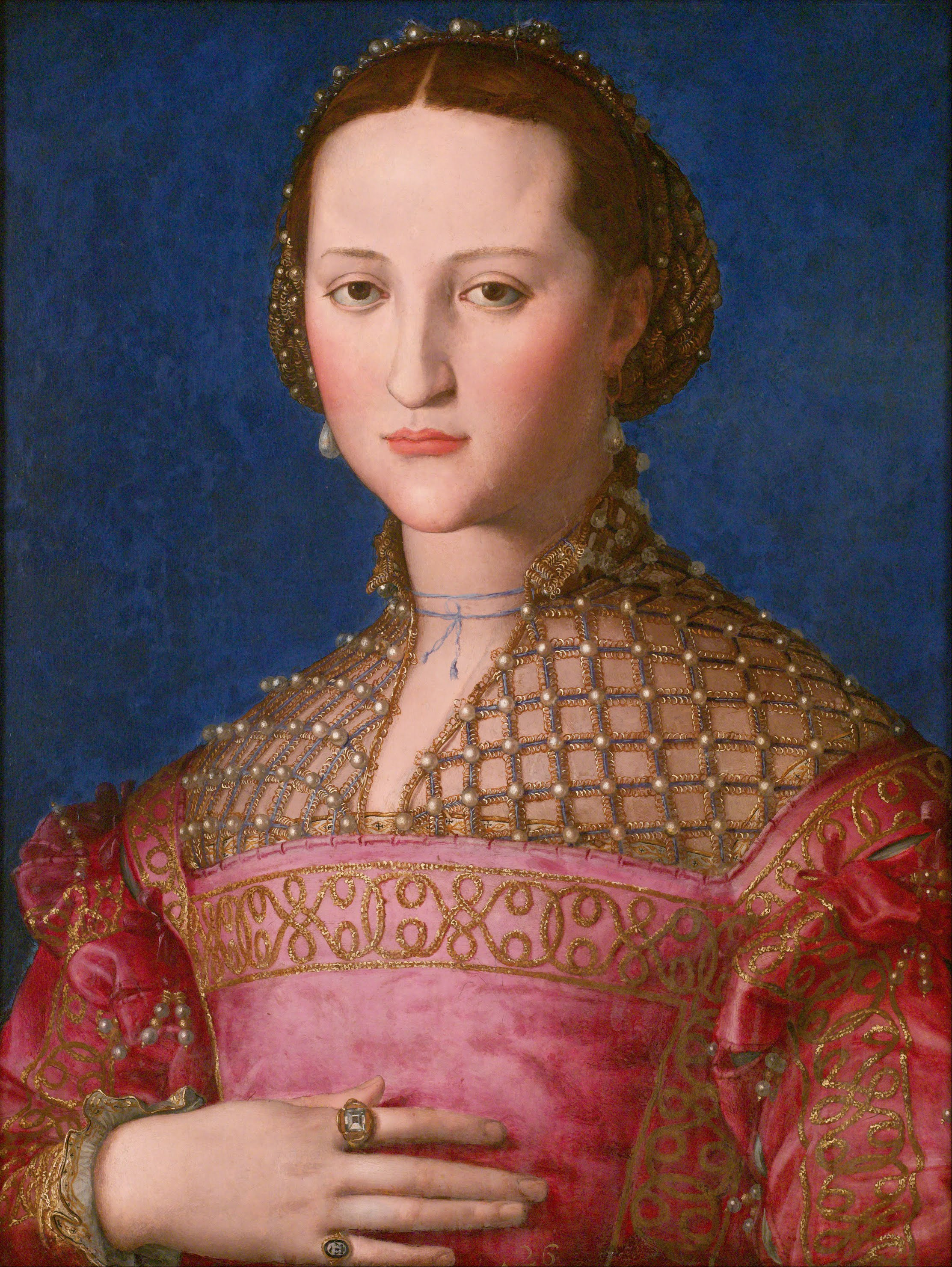
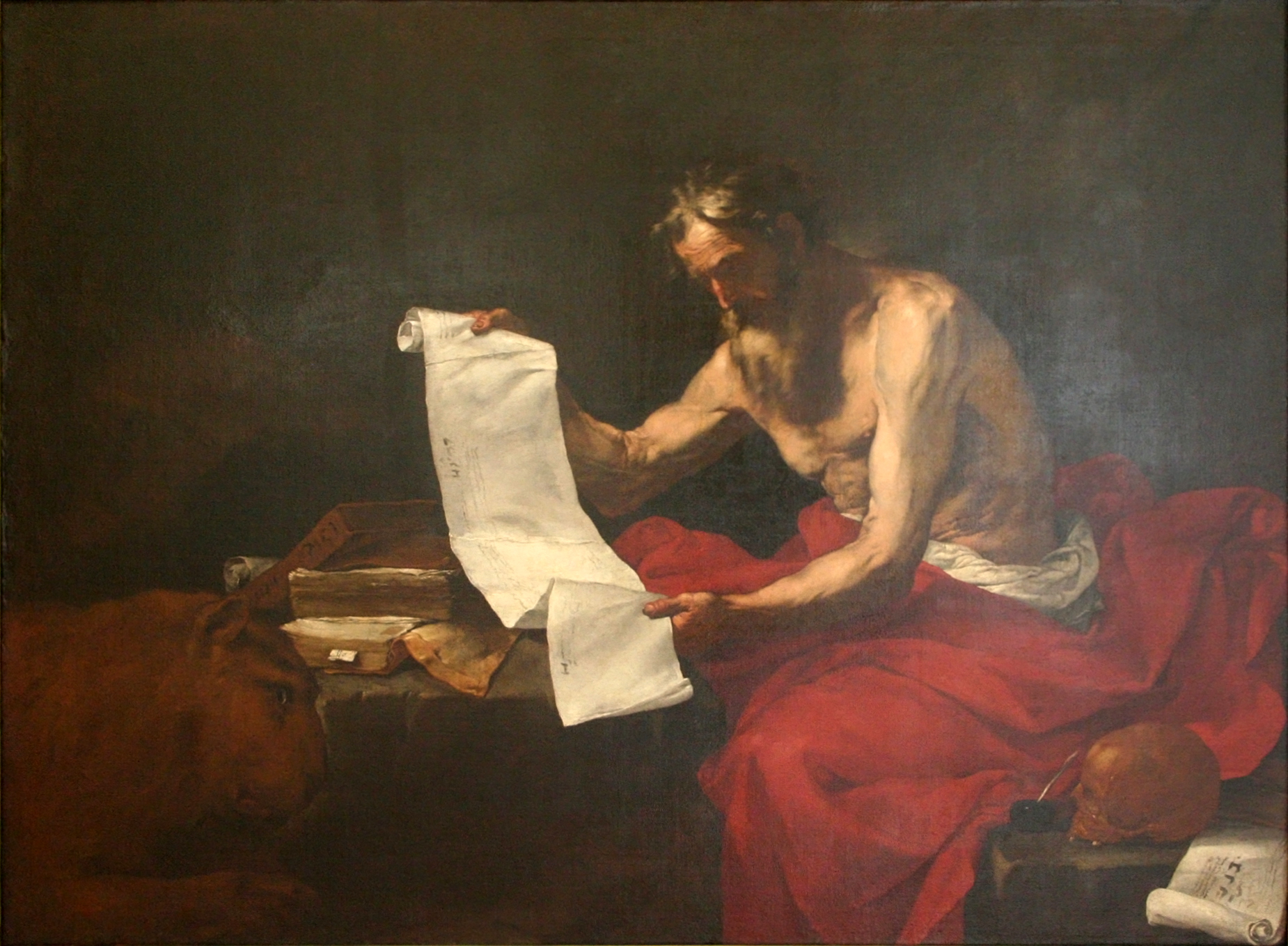
De heilige Hiëronymus, José de Ribera
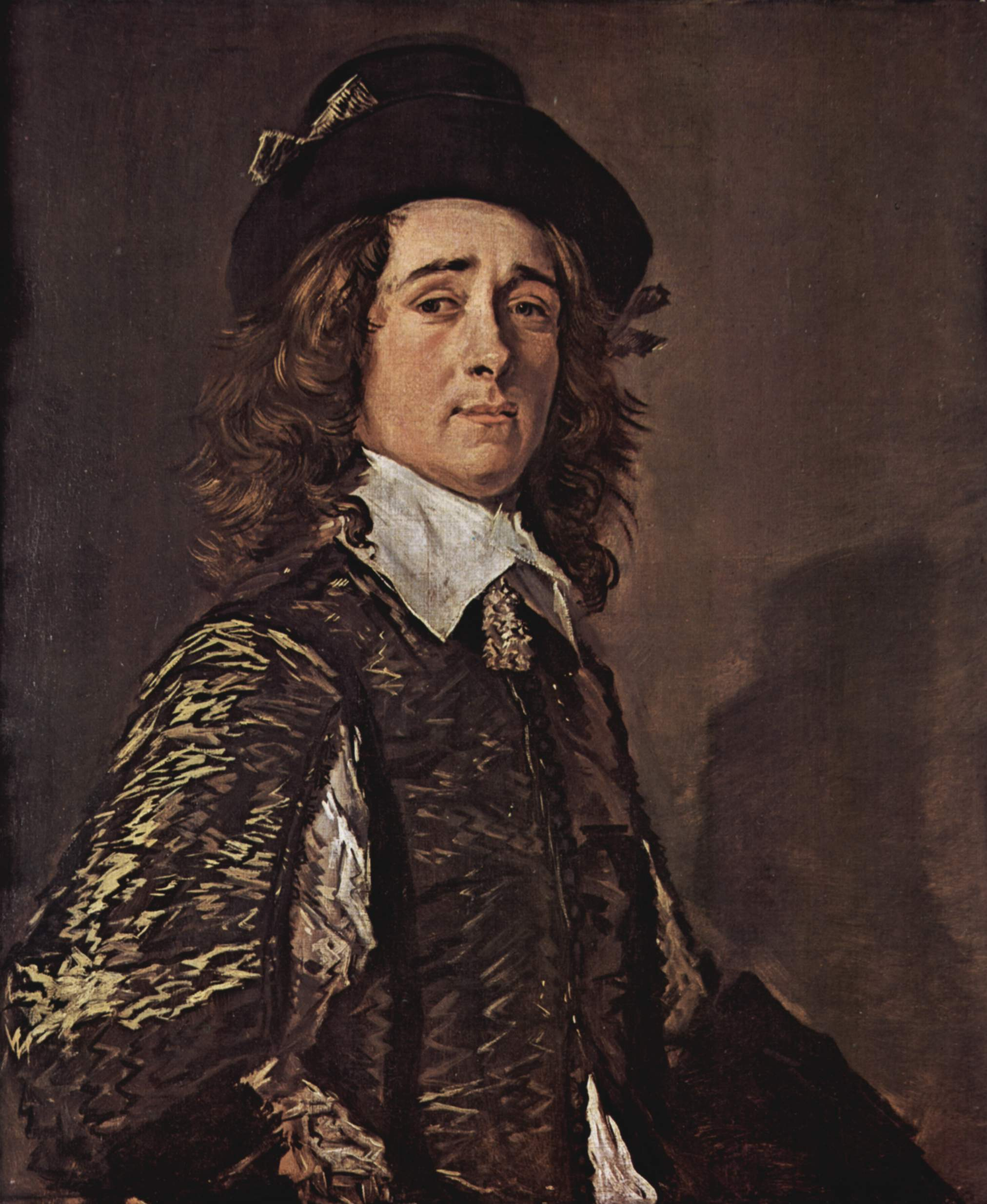
Portrét Jaspera Schade van Westrum, Frans Hals
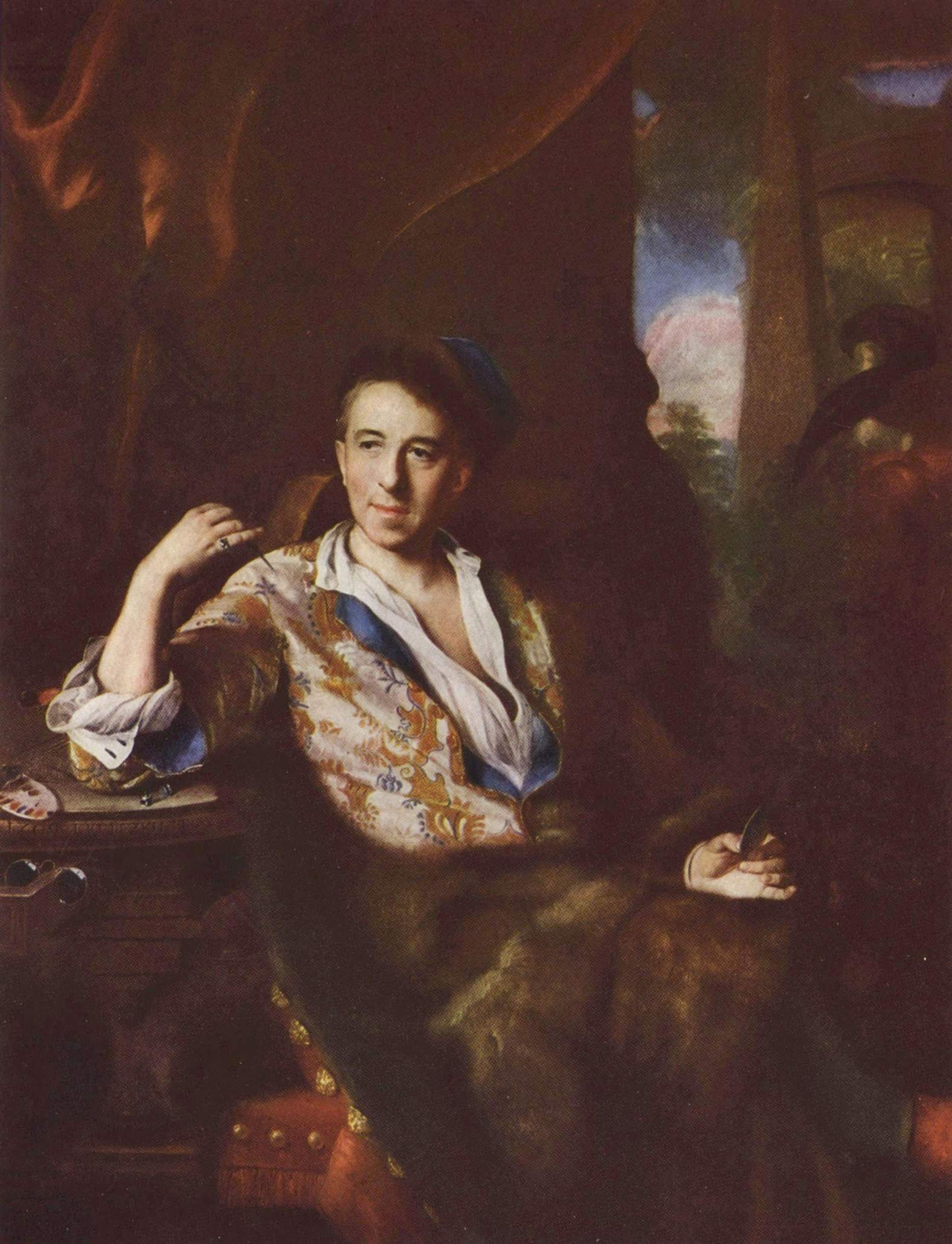
Portrét K. Bruniho, Jan Kupecký
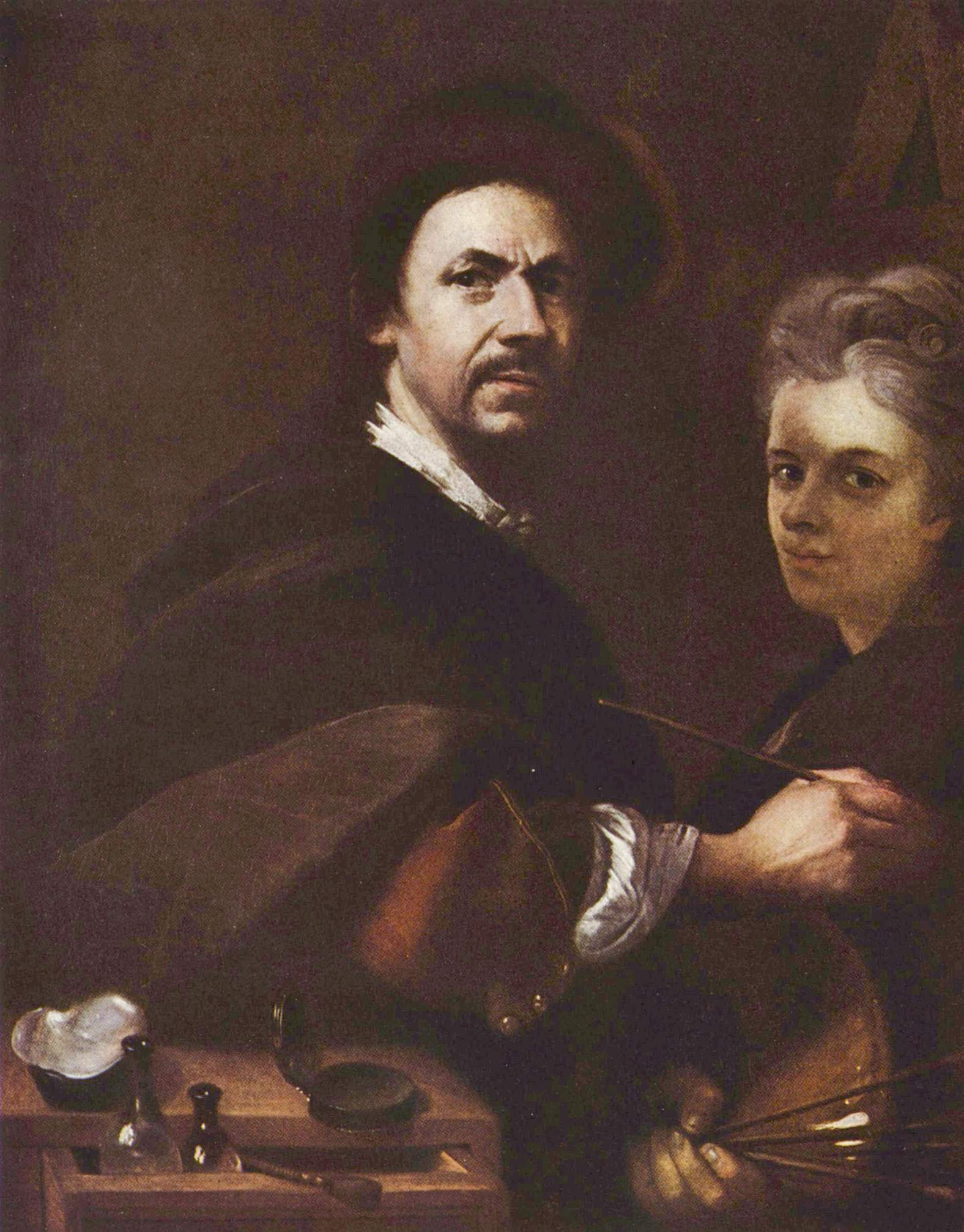
Autoportrét, Jan Kupecký
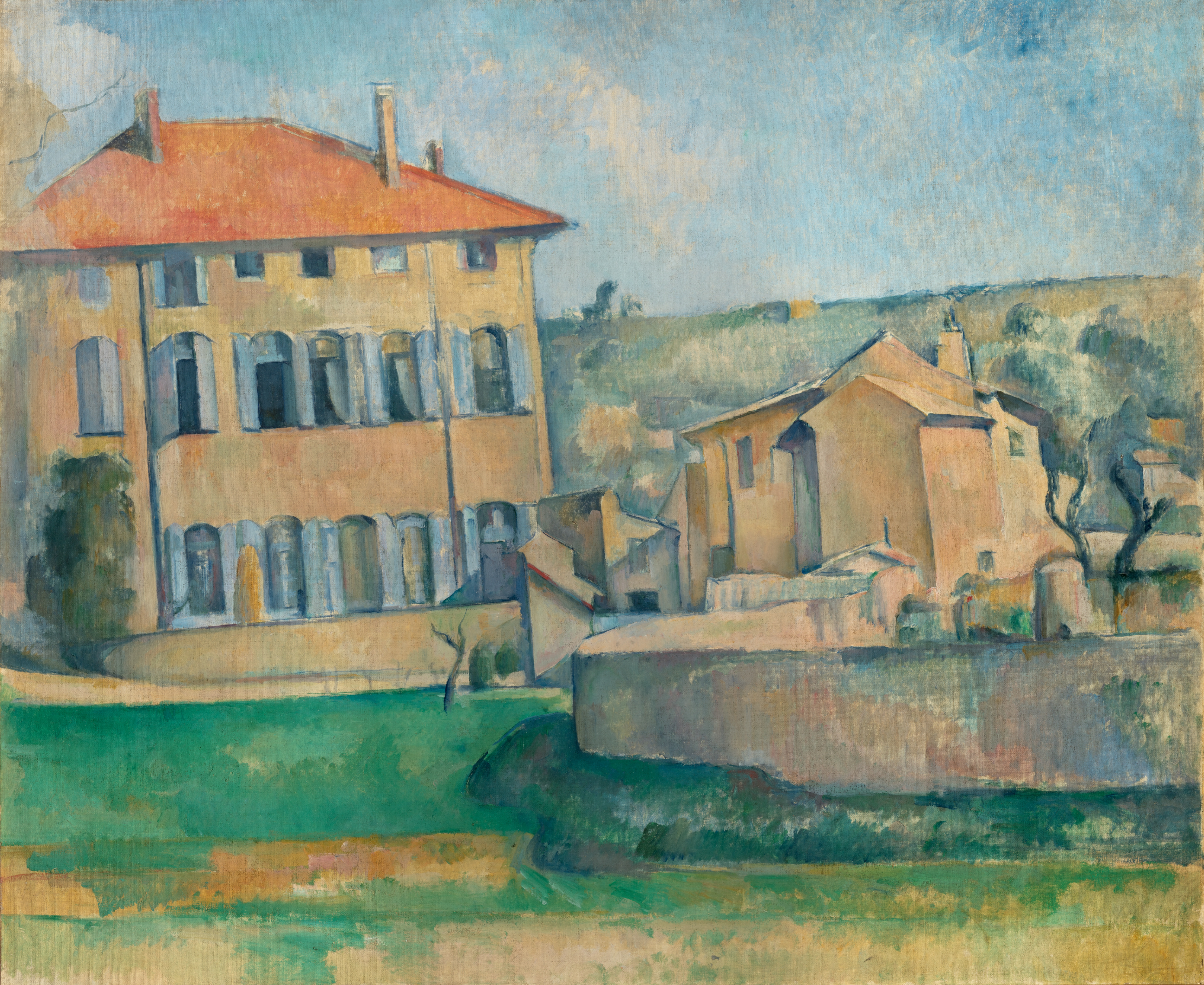
Jas de Bouffan, Paul Cézanne
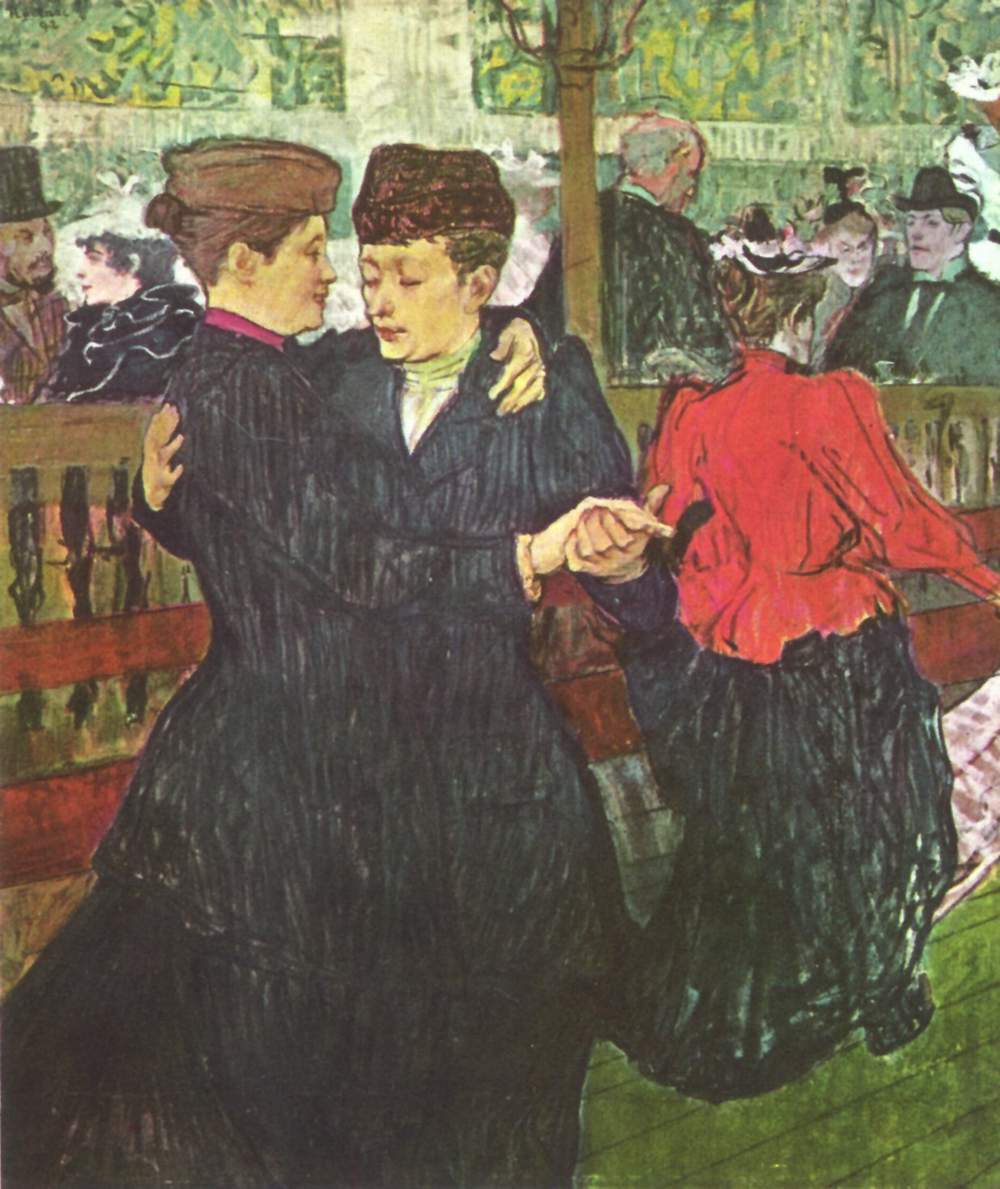
V Moulin-Rouge, Henri de Toulouse-Lautrec
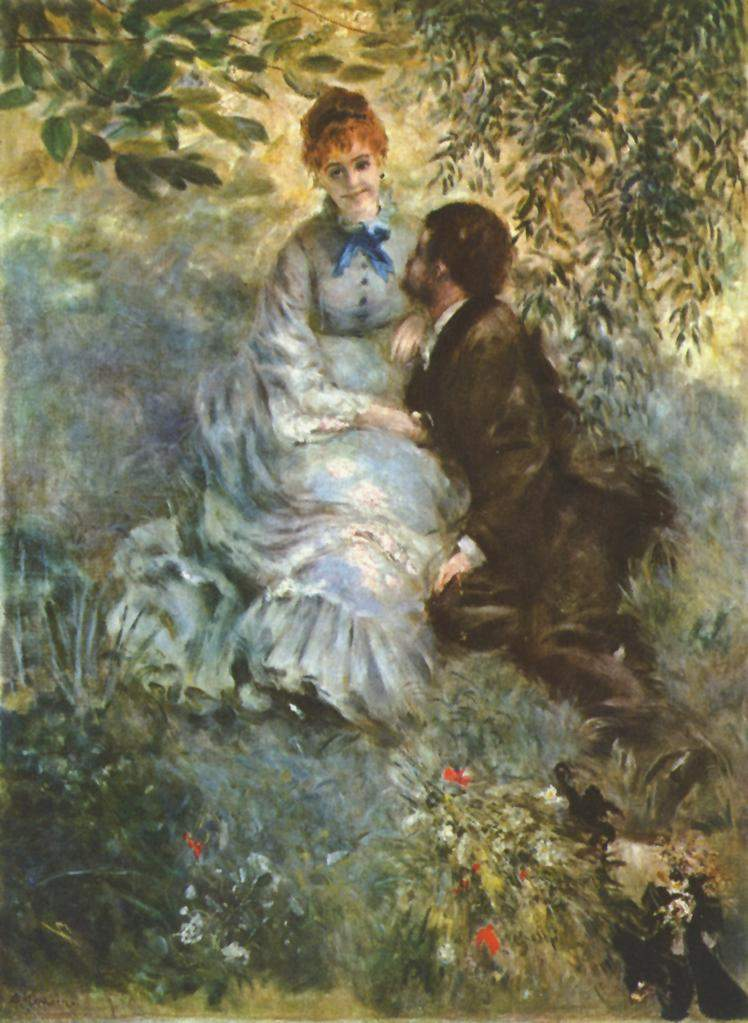
Milenci, Pierre-Auguste Renoir
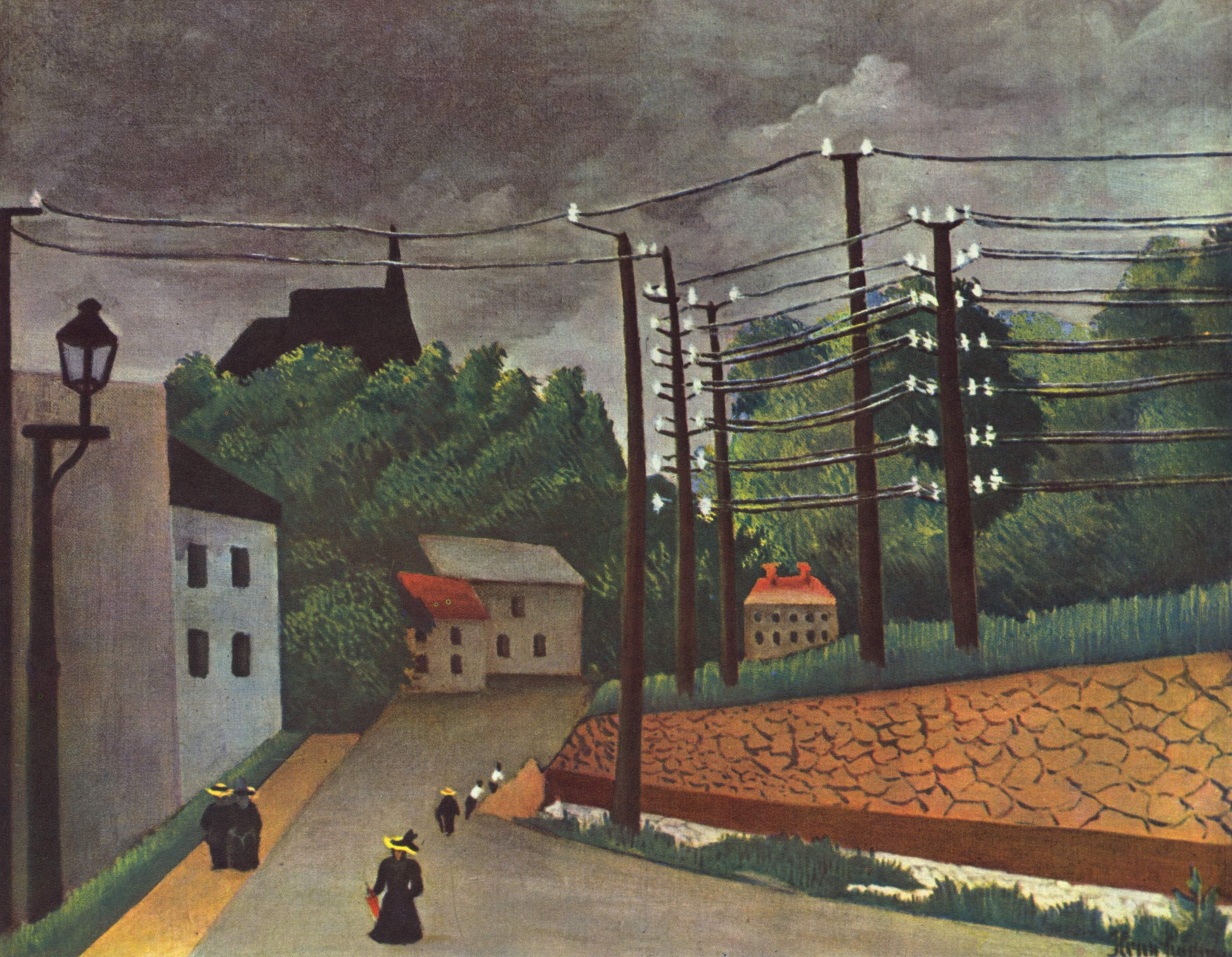
Malakoff, Henri Rousseau
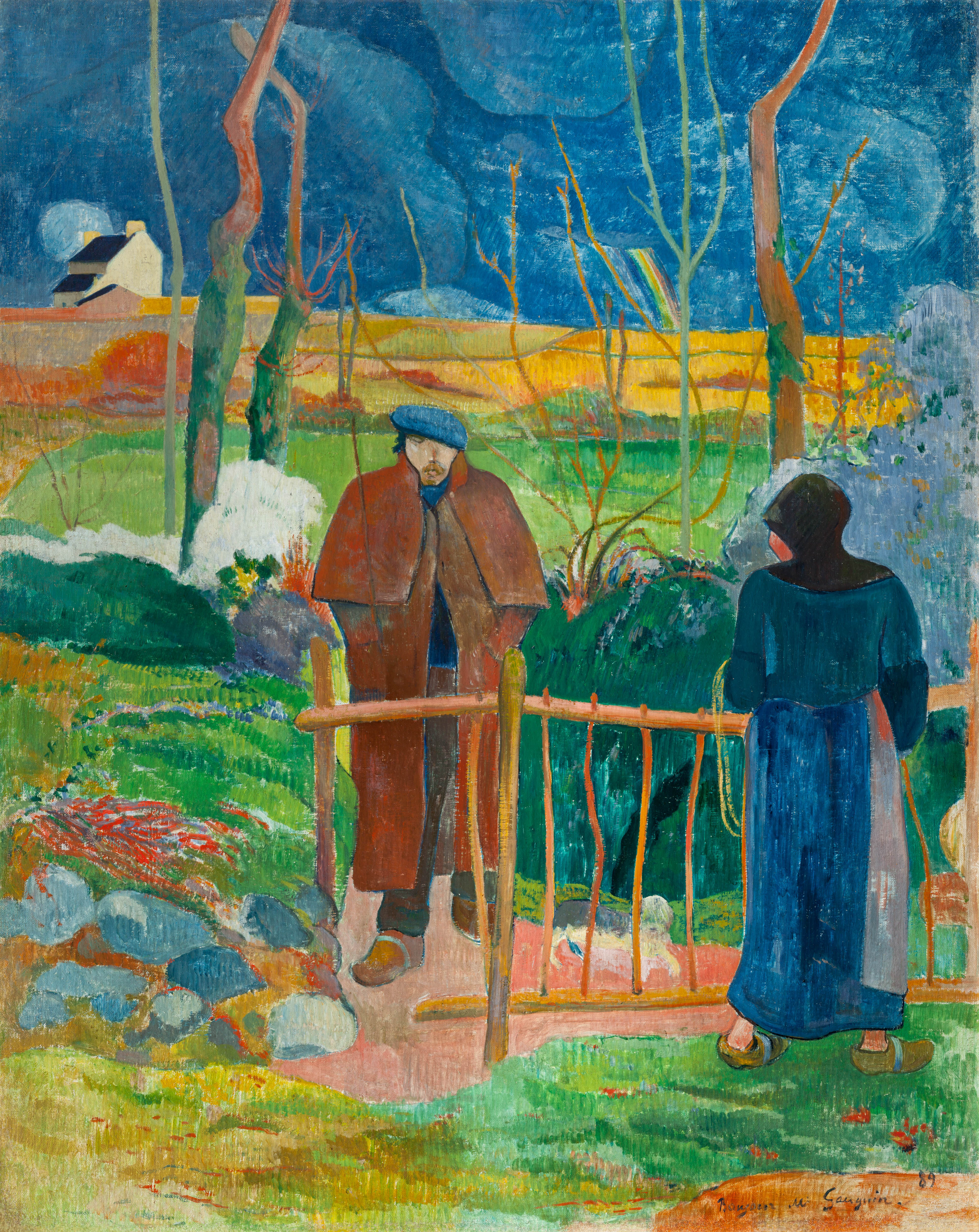
Dobrý den pane Gauguin, Paul Gauguin
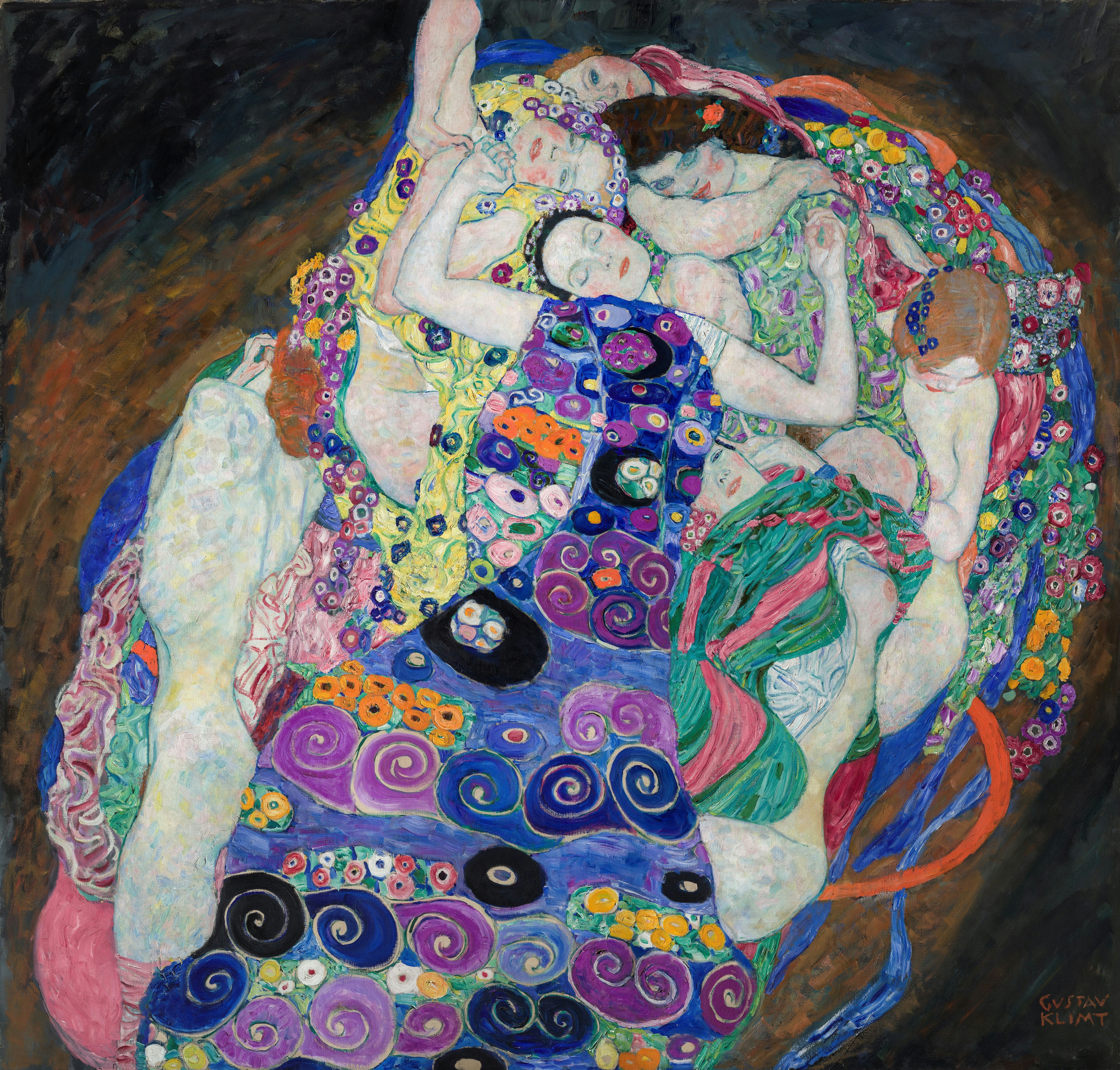
Die Jungfrau, Gustav Klimt